# Groot-Brittannië op de Olympische Zomerspelen 1908
Het Verenigd Koninkrijk van Groot-Brittannië en Ierland was, als Groot-Brittannië, de gastheer van de Olympische Zomerspelen 1908 die in Londen werden gehouden. De Britten waren voor de vierde keer aanwezig op de Spelen.

## Medailleoverzicht
| Sport          | Olympiër | Discipline                         | Medaille |
| -------------- | --- | ---------------------------------- | -------- |
| Atletiek       | Wyndham Halswelle | 400m (m)                           | Goud     |
| Atletiek       | Emil Voigt | 5 mijl (m)                         | Goud     |
| Atletiek       | Arthur Russell | 3200m steeplechase (m)             | Goud     |
| Atletiek       | William Coales Joe Deakin Arthur Robertson | 3 mijl team (m)                    | Goud     |
| Atletiek       | George Larner | 3500m snelwandelen (m)             | Goud     |
| Atletiek       | George Larner | 10 mijl snelwandelen (m)           | Goud     |
| Atletiek       | Tim Ahearne | hink-stap-springen (m)             | Goud     |
| Boksen         | Henry Thomas | -52,6kg (m)                        | Goud     |
| Boksen         | Richard Gunn | -57,2kg (m)                        | Goud     |
| Boksen         | Frederick Grace | -63,5kg (m)                        | Goud     |
| Boksen         | Johnny Douglas | -71,7kg (m)                        | Goud     |
| Boksen         | Albert Oldman | +71,7kg (m)                        | Goud     |
| Boogschieten   | William Dod | dubbele york ronde (m)             | Goud     |
| Boogschieten   | Queenie Newall | dubbele nationale ronde (v)        | Goud     |
| Hockey         | Louis Baillon Reggie Pridmore Harry Freeman Percy Rees Eric Green John Yate Robinson Gerald Logan Stanley Shoveller Alan Noble Harvey Wood Edgar Page | mannen                             | Goud     |
| Kunstrijden    | Madge Syers | vrouwen                            | Goud     |
| Motorbootracen | John Field-Richards Bernard Redwood Isaac Thomas Thornycroft | klasse B                           | Goud     |
| Motorbootracen | John Field-Richards Bernard Redwood Isaac Thomas Thornycroft | klasse C                           | Goud     |
| Polo           | Charles Miller George Miller Patteson Nickalls Herbert Haydon Wilson | Polo                               | Goud     |
| Rackets        | Evan Noel | enkelspel (m)                      | Goud     |
| Rackets        | John Jacob Astor Vane Pennell | dubbelspel (m)                     | Goud     |
| Roeien         | Harry Blackstaffe | skiff (m)                          | Goud     |
| Roeien         | Reginald Fenning Gordon Thompson | twee-zonder (m)                    | Goud     |
| Roeien         | Robert Cudmore James Angus Gillan Duncan Mackinnon Robert Somers-Smith | vier-zonder (m)                    | Goud     |
| Roeien         | Henry Bucknall Charles Burnell Raymond Etherington-Smith Albert Gladstone Banner Johnstone Frederick Kelly Gilchrist Maclagan Guy Nickalls Ronald Sanderson | acht (m)                           | Goud     |
| Schietsport    | Joshua Millner | 1000y vrij geweer (m)              | Goud     |
| Schietsport    | Arthur Carnell | 50&100y geweer (m)                 | Goud     |
| Schietsport    | John Fleming | 25y geweer bewegend doel (m)       | Goud     |
| Schietsport    | William Styles | 25y geweer verdwijnend doel (m)    | Goud     |
| Schietsport    | Edward Amoore Harold Humby Maurice Matthews William Pimm | 50&100y geweer team (m)            | Goud     |
| Schietsport    | Peter Easte Alexander Maunder Frank Moore Charles Palmer James Pike John Postans | trap team (m)                      | Goud     |
| Tennis         | Josiah Ritchie | enkelspel (m)                      | Goud     |
| Tennis         | Reginald Doherty George Hillyard | dubbelspel (m)                     | Goud     |
| Tennis         | Arthur Gore | enkelspel indoor (m)               | Goud     |
| Tennis         | Arthur Gore Herbert Barrett | dubbelspel indoor (m)              | Goud     |
| Tennis         | Dorothea Douglass | enkelspel (v)                      | Goud     |
| Tennis         | Gwendoline Eastlake Smith | enkelspel indoor (v)               | Goud     |
| Touwtrekken    | Edward Barrett Frederick Goodfellow Frederick Humphreys William Hirons Albert Ireton Frederick Merriman Edwin Mills John Shepherd | Touwtrekken                        | Goud     |
| Voetbal        | Horace Bailey Walter Corbett Thomas Porter George Barlow W. Crabtree Clyde Purnell Albert Bell Walter Daffern Albert Scothern Arthur Berry Harold Hardman Herbert Smith Ronald Brebner Robert Hawkes Harold Stapley Frederick Chapman Kenneth Hunt Vivian Woodward | mannen (m)                         | Goud     |
| Waterpolo      | George Cornet Charles Sydney Smith Charles Forsyth Thomas Thould George Nevinson George Wilkinson Paul Radmilovic | mannen                             | Goud     |
| Wielersport    | Victor Johnson | 660 yards (m)                      | Goud     |
| Wielersport    | Benjamin Jones | 5000m (m)                          | Goud     |
| Wielersport    | Clarence Kingsbury | 20km (m)                           | Goud     |
| Wielersport    | Charles Bartlett | 100km (m)                          | Goud     |
| Wielersport    | Benjamin Jones Clarence Kingsbury Leon Meredith Ernest Payne | ploegenachtervolging (m)           | Goud     |
| Worstelen      | George de Relwyskow | -66,6kg (m)                        | Goud     |
| Worstelen      | Stanley Bacon | -73kg (m)                          | Goud     |
| Worstelen      | Con O'Kelly | +73kg (m)                          | Goud     |
| Zeilen         | Charles Crichton Gilbert Laws Thomas McMeekin | 6m klasse                          | Goud     |
| Zeilen         | Norman Bingley Richard Dixon Charles Rivett-Carnac Frances Rivett-Carnac | 7m klasse                          | Goud     |
| Zeilen         | Charles Campbell Blair Cochrane John Rhodes Henry Sutton Arthur Wood | 8m klasse                          | Goud     |
| Zeilen         | Thomas Glen-Coats Arthur Downes John Downes John Buchanan David Dunlop John Mackenzie Gerald Tait James Bunten Albert Martin John Aspin | 12m klasse                         | Goud     |
| Zwemmen        | Henry Taylor | 400m vrije slag (m)                | Goud     |
| Zwemmen        | Henry Taylor | 1500m vrije slag (m)               | Goud     |
| Zwemmen        | Fred Holman | 200m schoolslag (m)                | Goud     |
| Zwemmen        | John Derbyshire William Foster Paul Radmilovic Henry Taylor | 4x200m vrije slag (m)              | Goud     |
| Atletiek       | Harold A. Wilson | 1500m (m)                          | Zilver   |
| Atletiek       | Edward Owen | 5 mijl (m)                         | Zilver   |
| Atletiek       | Arthur Robertson | 3200m steeplechase (m)             | Zilver   |
| Atletiek       | Ernest Webb | 3500m snelwandelen (m)             | Zilver   |
| Atletiek       | Ernest Webb | 10 mijl snelwandelen (m)           | Zilver   |
| Atletiek       | Con Leahy | hoogspringen (m)                   | Zilver   |
| Atletiek       | Denis Horgan | kogelstoten (m)                    | Zilver   |
| Boksen         | John Condon | -52,6kg (m)                        | Zilver   |
| Boksen         | Charles Morris | -57,2kg (m)                        | Zilver   |
| Boksen         | Frederick Spiller | -63,5kg (m)                        | Zilver   |
| Boksen         | Sydney Evans | +71,7kg (m)                        | Zilver   |
| Boogschieten   | Reginald Brooks-King | dubbele york ronde (m)             | Zilver   |
| Boogschieten   | Lottie Dod | dubbele nationale ronde (v)        | Zilver   |
| Hockey         | Edward Allman-Smith Robert Kennedy Henry Brown Henry Murphy Walter Campbell Walter Peterson William Graham Charles Power Richard Gregg Frank Robinson Edward Holmes                                                                                                | mannen                             | Zilver   |
| Jeu de paume   | Eustace Miles | Jeu de paume                       | Zilver   |
| Kunstrijden    | Arthur Cumming | speciale figuren (m)               | Zilver   |
| Kunstrijden    | James H. Johnson Phyllis Johnson | paren                              | Zilver   |
| Lacrosse       | Gustav Alexander J. Alexander L. Blockey George Buckland E. O Dutton V. G. Gilbey S. N. Hayes F. S. JohnsonWilfrid Johnson Edward Jones R. G. W. Martin G. Mason G. J. Mason J. Parker-Smith H. W. Ramsay Charles Scott H. Shorrocks Norman Whitley                | Lacrosse                           | Zilver   |
| Polo           | Walter Buckmaster Frederick Freake Walter Jones John Wodehouse | Polo                               | Zilver   |
| Polo           | John Hardress Lloyd John McKann Percy O'Reilly Auston Rotherham | Polo                               | Zilver   |
| Rackets        | Henry Leaf | enkelspel (m)                      | Zilver   |
| Rackets        | Cecil Browning Edmund Bury | dubbelspel (m)                     | Zilver   |
| Roeien         | Alexander McCulloch | skiff (m)                          | Zilver   |
| Roeien         | George Fairbairn Philip Verdon | twee-zonder (m)                    | Zilver   |
| Roeien         | Harold Barker Reginald Fenning Philip Filleul Gordon Thomson | vier-zonder (m)                    | Zilver   |
| Rugby          | Edward Jackett J. C. Solomon Bertram Solomon L. F. Dean J. T. Jose Thomas Wedge James Davey Richard Jackett E. J. Jones Arthur Wilson Nicholas Tregurtha A. Lawrey C. R. Marshall A. Wilcocks John Trevaskis                                                       | mannen                             | Zilver   |
| Schermen       | Leaf Daniell Cecil Haig Martin Holt Robert Montgomerie | degen team (m)                     | Zilver   |
| Schietsport    | Arthur Fulton John Martin Harcourt Ommundsen William Padgett Philip Richardson Fleetwood Varley | militair geweer team (m)           | Zilver   |
| Schietsport    | Harold Humby | 50&100y geweer (m)                 | Zilver   |
| Schietsport    | Maurice Matthews | 25y geweer bewegend doel (m)       | Zilver   |
| Schietsport    | Harold Hawkins | 25y geweer verdwijnend doel (m)    | Zilver   |
| Schietsport    | Ted Ranken | enkel schot bewegend doel (m)      | Zilver   |
| Schietsport    | Ted Ranken | dubbel schot bewegend doel (m)     | Zilver   |
| Schietsport    | William Ellicott William Russell Lane-Joynt Charles Nix Ted Ranken | enkel schot bewegend doel team (m) | Zilver   |
| Tennis         | James Parke Josiah Ritchie | dubbelspel (m)                     | Zilver   |
| Tennis         | George Caridia | enkelspel indoor (m)               | Zilver   |
| Tennis         | George Caridia George Simond | dubbelspel indoor (m)              | Zilver   |
| Tennis         | Dora Boothby | enkelspel (v)                      | Zilver   |
| Tennis         | Alice Greene | enkelspel indoor (v)               | Zilver   |
| Touwtrekken    | James M. Clarke Thomas Butler C. Foden William Greggan Alexander Kidd Daniel McDonald Lowey Patrick Philbin George Smith Thomas Swindlehurst | Touwtrekken                        | Zilver   |
| Turnen         | Walter Tysall | individuele meerkamp (m)           | Zilver   |
| Wielersport    | Benjamin Jones | 20km (m)                           | Zilver   |
| Wielersport    | Charles Denny | 100km (m)                          | Zilver   |
| Wielersport    | Frederick Hamlin Thomas Johnson | tandem (m)                         | Zilver   |
| Worstelen      | William J. Press | -54kg (m)                          | Zilver   |
| Worstelen      | John Slim | -60,3kg (m)                        | Zilver   |
| Worstelen      | William Wood | -66,6kg (m)                        | Zilver   |
| Worstelen      | George de Relwyskow | -73kg (m)                          | Zilver   |
| Zeilen         | C. MacIver J. G. Kenion J. M. Adam James Baxter W. P. Davidson J. F. Jellico T. A. R. Littledale C. R. MacIver C. Macleod Robertson J. F. D. Spence | 12m klasse                         | Zilver   |
| Zwemmen        | Thomas Battersby | 1500m vrije slag (m)               | Zilver   |
| Zwemmen        | William Robinson | 200m schoolslag (m)                | Zilver   |
| Atletiek       | Norman Hallows | 1500m (m)                          | Brons    |
| Atletiek       | Jimmy Tremeer | 400m horden (m)                    | Brons    |
| Atletiek       | Edward Spencer | 10 mijl snelwandelen (m)           | Brons    |
| Boksen         | William Webb | -52,6kg (m)                        | Brons    |
| Boksen         | Hugh Roddin | -57,2kg (m)                        | Brons    |
| Boksen         | Harry Johnson | -63,5kg (m)                        | Brons    |
| Boksen         | William Philo | -71,7kg (m)                        | Brons    |
| Boksen         | Frederick Parks | +71,7kg (m)                        | Brons    |
| Boogschieten   | Beatrice Hill-Lowe | dubbele nationale ronde (v)        | Brons    |
| Hockey         | Alexander Burt Ivan Laing John Burt Hugh Neilson Alastair Denniston William Orchardson Charles Foulkes Norman Stevenson Hew Fraser Hugh Walker James Harper-Orr | mannen                             | Brons    |
| Hockey         | Frank Connah Edwin Richards Llewellyn Evans Charles Shepherd Arthur Law Bertrand Turnbull Robert Lyne Philip Turnbull Wilfred Pallott James Williams Frederick Phillips                                                                                            | mannen                             | Brons    |
| Jeu de paume   | Neville Bulwer-Lytton | Jeu de paume                       | Brons    |
| Kunstrijden    | Geoffrey Hall-Say | speciale figuren (m)               | Brons    |
| Kunstrijden    | Dorothy Greenhough-Smith | vrouwen                            | Brons    |
| Kunstrijden    | Edgar Syers Madge Syers | paren                              | Brons    |
| Rackets        | John Jacob Astor | enkelspel (m)                      | Brons    |
| Rackets        | Henry Brougham | enkelspel (m)                      | Brons    |
| Rackets        | Evan Noel Henry Leaf | dubbelspel (m)                     | Brons    |
| Roeien         | Richard Boyle John Burn Oswald Carver Henry Goldsmith Frank Jerwood Harold Kitching Eric Powell Douglas Stuart Edward Gordon Williams | acht (m)                           | Brons    |
| Schietsport    | Maurice Blood | 1000y vrij geweer (m)              | Brons    |
| Schietsport    | George Barnes | 50&100y geweer (m)                 | Brons    |
| Schietsport    | William Marsden | 25y geweer bewegend doel (m)       | Brons    |
| Schietsport    | Edward Amoore | 25y geweer verdwijnend doel (m)    | Brons    |
| Schietsport    | Alexander Rogers | enkel schot bewegend doel (m)      | Brons    |
| Schietsport    | Geoffrey Coles William Ellicott Henry Lynch-Staunton Jesse Wallingford | 50y vrij pistool (m)               | Brons    |
| Schietsport    | Alexander Maunder | trap (m)                           | Brons    |
| Schietsport    | John Butt Harold Creasey Richard Hutton William Morris Gerald Skinner George Whitaker | trap team (m)                      | Brons    |
| Tennis         | Wilberforce Eaves | enkelspel (m)                      | Brons    |
| Tennis         | Clement Cazalet Charles Dixon | dubbelspel (m)                     | Brons    |
| Tennis         | Ruth Winch | enkelspel (v)                      | Brons    |
| Touwtrekken    | Walter Chaffe Joseph Dowler Ernest W. Ebbage Thomas Homewood Alexander Munro William Slade Walter B. Tammas T. J. Williams James Woodget | Touwtrekken                        | Brons    |
| Wielersport    | Charlie Brooks Walter Isaacs | tandem (m)                         | Brons    |
| Worstelen      | William McKie | -54kg (m)                          | Brons    |
| Worstelen      | Albert Gingell | -60,3kg (m)                        | Brons    |
| Worstelen      | Frederick Beck | -73kg (m)                          | Brons    |
| Worstelen      | Edward Barrett | +73kg (m)                          | Brons    |
| Zeilen         | Alfred Hughes Frederick Hughes Philip Hunloke George Ratsey William Dudley Ward | 8m klasse                          | Brons    |
| Zwemmen        | Herbert Haresnape | 100m rugslag (m)                   | Brons    |

## Resultaten per onderdeel

### Atletiek
Na de Amerikanen waren de Britten, met 7 gouden medailles, het meest succesvol bij het atletiek.
| Olympiër                                                                   | Discipline                  | Resultaat    | Prestatie                                                               |
| -------------------------------------------------------------------------- | --------------------------- | ------------ | ----------------------------------------------------------------------- |
| M. Chapman                                                                 | 100m (m)                    | series       | serie 10: 2e in 11,3                                                    |
| Robert Duncan                                                              | 100m (m)                    | halve finale | serie 7: 1e in 11,4 halve finale 3: 4e                                  |
| John George                                                                | 100m (m)                    | halve finale | serie 2: 1e in 11,6 halve finale 4: 4e                                  |
| Henry Harmer                                                               | 100m (m)                    | DNF          | serie 5: niet gefinisht                                                 |
| John W. Morton                                                             | 100m (m)                    | halve finale | serie 9: 1e in 11,2 halve finale 2: 3e                                  |
| Denis Murray                                                               | 100m (m)                    | series       | serie 4: 3e                                                             |
| William Murray                                                             | 100m (m)                    | series       | serie 8: 4e                                                             |
| Henry Pankhurst                                                            | 100m (m)                    | series       | serie 12: 2e in 11,5                                                    |
| Patrick Roche                                                              | 100m (m)                    | halve finale | serie 17: 1e in 11,4 halve finale 1: 3e                                 |
| James P. Stark                                                             | 100m (m)                    | halve finale | serie 16: 1e in 11,8 halve finale 4: 3e                                 |
| Harold Watson                                                              | 100m (m)                    | series       | serie 14: 3e                                                            |
| Robert Duncan                                                              | 200m (m)                    | series       | serie 5: 2e in 23,1                                                     |
| John George                                                                | 200m (m)                    | halve finale | serie 1: 1e in 23,4 halve finale 3: 3e                                  |
| George Hawkins                                                             | 200m (m)                    | 4e           | serie 15: 1e in 22,8 halve finale 4: 1e in 22,6 finale: 4e in 22,9      |
| Samuel Hurdsfield                                                          | 200m (m)                    | halve fianle | serie 9: 1e in 23,6 halve finale 3: 4e                                  |
| John W. Morton                                                             | 200m (m)                    | series       | serie 12: 2e in 23,1                                                    |
| Henry Pankhurst                                                            | 200m (m)                    | series       | serie 10: 3e                                                            |
| Lionel Reed                                                                | 200m (m)                    | halve finale | serie 13: 1e in 23,1 halve finale 3: 2e in 22,8                         |
| Patrick Roche                                                              | 200m (m)                    | 5e           | serie 3: 1e in 22,8 halve finale 4: 2e in 22,6                          |
| James P. Stark                                                             | 200m (m)                    | series       | serie 11: 3e                                                            |
| Arthur Astley                                                              | 400m (m)                    | series       | serie 9: 2e                                                             |
| Christopher Maude Chavasse                                                 | 400m (m)                    | series       | serie 8: 2e in 50,7                                                     |
| Noel Godfrey Chavasse                                                      | 400m (m)                    | series       | serie 7: 3e                                                             |
| Charles Davies                                                             | 400m (m)                    | halve finale | serie 12: 1e in 50,4 halve finale 1: 2e in 49,8                         |
| Wyndham Halswelle                                                          | 400m (m)                    | Goud         | serie 15: 1e in 49,4 halve finale 2: 1e in 48,4 (OR) finale: 1e in 50,0 |
| Edwin Montague                                                             | 400m (m)                    | halve finale | serie 1: 1e in 50,2 halve finale 2: 2e in 49,8                          |
| George Nicol                                                               | 400m (m)                    | halve finale | serie 5: 1e in 50,8 halve finale 2: 3e                                  |
| Alan Patterson                                                             | 400m (m)                    | 16e          | serie 11: 2e in 50,6                                                    |
| R. C. Robb                                                                 | 400m (m)                    | series       | serie 13: 2e in 52,5                                                    |
| Edward Ryle                                                                | 400m (m)                    | halve finale | serie 3: 1e halve finale 3: 3e                                          |
| G. W. Young                                                                | 400m (m)                    | halve finale | serie 16: 1e in 52,4 halve finale 1: 4e                                 |
| Frederick Ashford                                                          | 800m (m)                    | DNF          | serie 1: niet gefinisht                                                 |
| Arthur Astley                                                              | 800m (m)                    | series       | serie 5: 2e in 1.59,9                                                   |
| George Butterfield                                                         | 800m (m)                    | series       | serie 1: 2e in 1.58,9                                                   |
| Ivo Fairbairn-Crawford                                                     | 800m (m)                    | DNF          | serie 8: 1e in 1.57,8 finale: niet gefinisht                            |
| Harold Holding                                                             | 800m (m)                    | series       | serie 7: 3e in 1.58,5                                                   |
| Theodore Just                                                              | 800m (m)                    | 5e           | serie 6: 1e in 1.57,8 finale: 5e in 1.56,4                              |
| John Lee                                                                   | 800m (m)                    | series       | serie 3: 2e in 2.01,7                                                   |
| James Lintott                                                              | 800m (m)                    | series       | serie 2: 2e in 1.58,8                                                   |
| L. J. Manogue                                                              | 800m (m)                    | DNF          | serie 4: niet gefinisht                                                 |
| George Morphy                                                              | 800m (m)                    | series       | serie 3: 3e                                                             |
| George Butterfield                                                         | 1500m (m)                   | 13e          | serie 2: 3e in 4.11,8                                                   |
| Joe Deakin                                                                 | 1500m (m)                   | 6e           | serie 6: 1e in 4.13,6 finale: 6e in 4.07,9                              |
| Ivo Fairbairn-Crawford                                                     | 1500m (m)                   | 5e           | serie 8: 1e in 4.09,2 finale: 5e in 4.07,6                              |
| Norman Hallows                                                             | 1500m (m)                   | Brons        | serie 3: 1e in 4.03,4 (OR) finale: 3e in 4.04,0                         |
| Francis Knott                                                              | 1500m (m)                   | series       | serie 1: 4e                                                             |
| John Lee                                                                   | 1500m (m)                   | series       | serie 2: 4e in 4.12,4                                                   |
| Vincent Loney                                                              | 1500m (m)                   | DNF          | serie 4: 1e in 4.08,4 finale: niet gefinisht                            |
| John McGough                                                               | 1500m (m)                   | series       | serie 4: 3e in 4.16,4                                                   |
| Joseph Smith                                                               | 1500m (m)                   | series       | serie 1: 5e                                                             |
| Harold A. Wilson                                                           | 1500m (m)                   | Zilver       | serie 7: 1e in 4.11,4 finale: 2e in 4.03,6                              |
| Tim Ahearne                                                                | 110m horden (m)             | halve finale | serie 9: 1e halve finale 3: 4e                                          |
| Oswald Groenings                                                           | 110m horden (m)             | halve finale | serie 3: 1e in 16,4 halve finale 1: 4e                                  |
| Arthur Halligan                                                            | 110m horden (m)             | series       | serie 2: 2e in 17,1                                                     |
| Alfred Healey                                                              | 110m horden (m)             | 6e           | serie 1: 1e in 15,8 halve finale 3: 2e in 15,9                          |
| Eric Hussey                                                                | 110m horden (m)             | halve finale | serie 11: 1e in 16,8 halve finale 1: 2e in 16,5                         |
| Laurence Kiely                                                             | 110m horden (m)             | halve finale | serie 4: 1e halve finale 3: 3e                                          |
| Cecil Kinahan                                                              | 110m horden (m)             | halve finale | serie 12: 1e in 16,8 halve finale 4: 2e in 17,5                         |
| William Knyvett                                                            | 110m horden (m)             | 5e           | serie 7: 1e halve finale 2: 2e in 15,6                                  |
| Edward Leader                                                              | 110m horden (m)             | 14e          | serie 13: 2e in 16,1                                                    |
| Kenneth Powell                                                             | 110m horden (m)             | 15e          | serie 5: 2e in 16,2                                                     |
| Wallis Walters                                                             | 110m horden (m)             | halve finale | serie 6: 1e in 17,8 halve finale 1: 3e in 16,9                          |
| G. Burton                                                                  | 400m horden (m)             | DNF          | serie 5: 1e halve finale 4: niet gefinisht                              |
| Leslie Burton                                                              | 400m horden (m)             | 4e           | serie 12: 1e in 1.00,4 halve finale 3: 1e in 59,8 finale: 4e in 58,0    |
| John Densham                                                               | 400m horden (m)             | 12e          | serie 2: 2e in 59,0                                                     |
| Oswald Groenings                                                           | 400m horden (m)             | DNF          | serie 7: 1e halve finale 2: niet gefinisht                              |
| Wyatt Gould                                                                | 400m horden (m)             | halve finale | serie 8: 1e halve finale 3: 3e                                          |
| Frederick Harmer                                                           | 400m horden (m)             | 6e           | serie 4: 1e halve finale 3: 2e in 1.00,3                                |
| Jimmy Tremeer                                                              | 400m horden (m)             | Brons        | serie 10: 1e halve finale 4: 1e in 1.00,6 finale: 3e in 57,0            |
| Henry Barker                                                               | 3200m steeplechase (m)      | DNF          | serie 3: niet gefinisht                                                 |
| Frank Buckley                                                              | 3200m steeplechase (m)      | DNF          | serie 2: niet gefinisht                                                 |
| Thomas Downing                                                             | 3200m steeplechase (m)      | DSQ          | serie 1: gediskwalificeerd                                              |
| Joseph English                                                             | 3200m steeplechase (m)      | DNF          | serie 2: niet gefinisht                                                 |
| Billy Grantham                                                             | 3200m steeplechase (m)      | DNF          | serie 6: niet gefinisht                                                 |
| Guy Holdaway                                                               | 3200m steeplechase (m)      | 4e           | serie 5: 1e in 11.18,8 finale: 4e in 11.26,0                            |
| Joseph Kinchin                                                             | 3200m steeplechase (m)      | 7e           | serie 5: 2e in 11.44,0                                                  |
| Arthur Robertson                                                           | 3200m steeplechase (m)      | Zilver       | serie 4: 1e in 11.10,0 finale: 2e in 10.48,4                            |
| Arthur Russell                                                             | 3200m steeplechase (m)      | Goud         | serie 1: 1e in 10.56,2 finale: 1e in 10.47,8                            |
| Harry Sewell                                                               | 3200m steeplechase (m)      | 5e           | serie 6: 1e in 11.30,2 finale: 5e                                       |
| Richard Yorke                                                              | 3200m steeplechase (m)      | DSQ          | serie 4: gediskwalificeerd                                              |
| George Hawkins Henry Pankhurst Edwin Montague Theodore Just                | olympische estafette (m)    | 4e           | serie 3: 2e in 3.32,0                                                   |
| Joe Deakin Arthur Robertson William Coales Harold A. Wilson Norman Hallows | 3 mijl team (m)             | Goud         | 6 punten                                                                |
| William Coales                                                             | 5 mijl (m)                  | DNF          | serie 1: niet gefinisht                                                 |
| Joe Deakin                                                                 | 5 mijl (m)                  | DNF          | serie 4: niet gefinisht                                                 |
| James Murphy                                                               | 5 mijl (m)                  | DNF          | serie 4: 1e in 25.59,2 finale: niet gefinisht                           |
| Edward Owen                                                                | 5 mijl (m)                  | Zilver       | serie 6: 1e in 6.12,0 finale: 2e in 25.24,0                             |
| Arthur Robertson                                                           | 5 mijl (m)                  | 5e           | serie 5: 1e in 25.50,2 finale: 5e in 26.13,0                            |
| Samuel Stevenson                                                           | 5 mijl (m)                  | series       | serie 5: 3e in 26.17,0                                                  |
| Emil Voigt                                                                 | 5 mijl (m)                  | Goud         | serie 2: 1e in 26.13,4 finale: 1e in 25.11,2 (OR)                       |
| Fred Appleby                                                               | marathon (m)                | DNF          | niet gefinisht                                                          |
| Ernest Barnes                                                              | marathon (m)                | 13e          | 3:17.30,8                                                               |
| Henry Barrett                                                              | marathon (m)                | DNF          | niet gefinisht                                                          |
| James Beale                                                                | marathon (m)                | 17e          | 3:20.14,0                                                               |
| William Clarke                                                             | marathon (m)                | 12e          | 3:16.08,6                                                               |
| Alexander Duncan                                                           | marathon (m)                | DNF          | niet gefinisht                                                          |
| Thomas Jack                                                                | marathon (m)                | DNF          | niet gefinisht                                                          |
| Fred Lord                                                                  | marathon (m)                | 15e          | 3:19.08,8                                                               |
| Jack Price                                                                 | marathon (m)                | DNF          | niet gefinisht                                                          |
| Samuel Stevenson                                                           | marathon (m)                | DNS          | niet gestart                                                            |
| Frederick Thompson                                                         | marathon (m)                | DNF          | niet gefinisht                                                          |
| Albert Wyatt                                                               | marathon (m)                | DNF          | niet gefinisht                                                          |
| Bill Brown                                                                 | 3500m snelwandelen (m)      | DSQ          | serie 1: gediskwalificeerd                                              |
| John Butler                                                                | 3500m snelwandelen (m)      | 11e          | serie 3: 5e in 16.17,0                                                  |
| Ralph Harrison                                                             | 3500m snelwandelen (m)      | DSQ          | serie 3: 2e in 16.04,4 finale: gediskwalificeerd                        |
| George Larner                                                              | 3500m snelwandelen (m)      | Goud         | serie 1: 1e in 15.32,0 finale: 1e in 14.55,0                            |
| Ernest Larner                                                              | 3500m snelwandelen (m)      | 10e          | serie 3: 4e in 16.10,0                                                  |
| William J. Palmer                                                          | 3500m snelwandelen (m)      | DNF          | serie 1: 3e in 16.33,0 finale: niet gefinisht                           |
| Richard Quinn                                                              | 3500m snelwandelen (m)      | DSQ          | serie 2: gediskwalificeerd                                              |
| John J. Reid                                                               | 3500m snelwandelen (m)      | DSQ          | serie 2: gediskwalificeerd                                              |
| Sydney Sarel                                                               | 3500m snelwandelen (m)      | 13e          | serie 1: 5e in 17.06,0                                                  |
| Ernest Webb                                                                | 3500m snelwandelen (m)      | Zilver       | serie 2: 1e in 15.17,2 finale: 2e in 15.07,4                            |
| Alfred Yeoumans                                                            | 3500m snelwandelen (m)      | DSQ          | serie 1: gediskwalificeerd                                              |
| John Butler                                                                | 10 mijl snelwandelen (m)    | DNF          | serie 2: niet gefinisht                                                 |
| Frank Carter                                                               | 10 mijl snelwandelen (m)    | 4e           | serie 1: 2e in 1:21.25,4 finale: 4e in 1:21.20,2                        |
| Thomas Hammond                                                             | 10 mijl snelwandelen (m)    | 12e          | serie 1: 6e in 1:23.44,0                                                |
| Ralph Harrison                                                             | 10 mijl snelwandelen (m)    | DNF          | serie 2: 2e in 1:18.21,2 finale: niet gestart                           |
| Ernest Larner                                                              | 10 mijl snelwandelen (m)    | 5e           | serie 1: 2e in 1:21.25,4 finale: 5e in 1:24.26,2                        |
| George Larner                                                              | 10 mijl snelwandelen (m)    | Goud         | serie 2: 1e in 1:18.19,0 finale: 1e in 1:15.57,4                        |
| William J. Palmer                                                          | 10 mijl snelwandelen (m)    | 6e           | serie 2: 4e in 1:19.04,0 finale: 6e                                     |
| Sydney Schofield                                                           | 10 mijl snelwandelen (m)    | 10e          | serie 2: 6e in 1:21.07,4                                                |
| Edward Spencer                                                             | 10 mijl snelwandelen (m)    | Brons        | serie 1: 2e in 1:21.25,4 finale: 3e in 1:21.20,2                        |
| Ernest Webb                                                                | 10 mijl snelwandelen (m)    | Zilver       | serie 1: 1e in 1:20.18,8 finale: 2e in 1:17.31,0                        |
| Gadwin Withers                                                             | 10 mijl snelwandelen (m)    | 9e           | serie 2: 5e in 1:19.22,4                                                |
| Alfred Yeoumans                                                            | 10 mijl snelwandelen (m)    | DSQ          | serie 1: gediskwalificeerd                                              |
| Tim Ahearne                                                                | verspringen (m)             | 8e           | 6,72m                                                                   |
| Alfred Bellerby                                                            | verspringen (m)             | 16e          | 6,44m                                                                   |
| Wilfred Bleaden                                                            | verspringen (m)             | 17e          | 6,42m                                                                   |
| Lionel Cornish                                                             | verspringen (m)             | 21-32e       |                                                                         |
| Denis Murray                                                               | verspringen (m)             | 9e           | 6,71m                                                                   |
| William Watt                                                               | verspringen (m)             | 18e          | 6,42m                                                                   |
| Charles Williams                                                           | verspringen (m)             | 11e          | 6,65m                                                                   |
| Tim Ahearne                                                                | staand verspringen (m)      | 8-25e        |                                                                         |
| Wilfred Bleaden                                                            | staand verspringen (m)      | 8-25e        |                                                                         |
| Lionel Cornish                                                             | staand verspringen (m)      | 8-25e        |                                                                         |
| Walter Henderson                                                           | staand verspringen (m)      | 8-25e        |                                                                         |
| Frederick Kitching                                                         | staand verspringen (m)      | 8-25e        |                                                                         |
| Lancelot Stafford                                                          | staand verspringen (m)      | 8-25e        |                                                                         |
| Tim Ahearne                                                                | hink-stap-springen (m)      | Goud         | 14,92m                                                                  |
| Michael Dineen                                                             | hink-stap-springen (m)      | 12e          | 13,23m                                                                  |
| Cyril Dugmore                                                              | hink-stap-springen (m)      | 11e          | 13,31m                                                                  |
| George Mayberry                                                            | hink-stap-springen (m)      | 18-20e       |                                                                         |
| Alfred Bellerby                                                            | hoogspringen (m)            | 20e          | 1,59m                                                                   |
| Con Leahy                                                                  | hoogspringen (m)            | Zilver       | 1,88m                                                                   |
| Patrick Leahy                                                              | hoogspringen (m)            | 7e           | 1,78m                                                                   |
| Edward Leader                                                              | hoogspringen (m)            | 10e          | 1,77m                                                                   |
| George Wilson                                                              | hoogspringen (m)            | 10e          | 1,77m                                                                   |
| Alfred Flaxman                                                             | staand hoogspringen (m)     | 19-23e       |                                                                         |
| Walter Henderson                                                           | staand hoogspringen (m)     | 8e           | 1,42m                                                                   |
| Lancelot Stafford                                                          | staand hoogspringen (m)     | 17e          | 1,32m                                                                   |
| Edward Barrett                                                             | kogelstoten (m)             | 5e           | 12,89m                                                                  |
| John Barrett                                                               | kogelstoten (m)             | 9-25e        |                                                                         |
| Denis Horgan                                                               | kogelstoten (m)             | Zilver       | 13,62m                                                                  |
| Henry Leeke                                                                | kogelstoten (m)             | 9-25e        |                                                                         |
| Tom Nicolson                                                               | kogelstoten (m)             | 9-25e        |                                                                         |
| Edward Barrett                                                             | discuswerpen (m)            | 12-42e       |                                                                         |
| Michael Collins                                                            | discuswerpen (m)            | 12-42e       |                                                                         |
| Alfred Flaxman                                                             | discuswerpen (m)            | 12-42e       |                                                                         |
| Walter Henderson                                                           | discuswerpen (m)            | 12-42e       |                                                                         |
| Henry Leeke                                                                | discuswerpen (m)            | 12-42e       |                                                                         |
| Ernest May                                                                 | discuswerpen (m)            | 12-42e       |                                                                         |
| John Murray                                                                | discuswerpen (m)            | 12-42e       |                                                                         |
| John Barrett                                                               | Grieks discuswerpen (m)     | 11-23e       |                                                                         |
| Alfred Flaxman                                                             | Grieks discuswerpen (m)     | 11-23e       |                                                                         |
| Walter Henderson                                                           | Grieks discuswerpen (m)     | 11-23e       |                                                                         |
| Henry Leeke                                                                | Grieks discuswerpen (m)     | 11-23e       |                                                                         |
| Ernest May                                                                 | Grieks discuswerpen (m)     | 11-23e       |                                                                         |
| Henry Leeke                                                                | speerwerpen (m)             | 8-16e        |                                                                         |
| Ernest May                                                                 | speerwerpen (m)             | 8-16e        |                                                                         |
| Jimmy Tremeer                                                              | speerwerpen (m)             | 8-16e        |                                                                         |
| John Barrett                                                               | vrije stijl speerwerpen (m) | 10-33e       |                                                                         |
| Alfred Flaxman                                                             | vrije stijl speerwerpen (m) | 10-33e       |                                                                         |
| Walter Henderson                                                           | vrije stijl speerwerpen (m) | 10-33e       |                                                                         |
| Henry Leeke                                                                | vrije stijl speerwerpen (m) | 10-33e       |                                                                         |
| Ernest May                                                                 | vrije stijl speerwerpen (m) | 10-33e       |                                                                         |
| Alan Fyffe                                                                 | kogelslingeren (m)          | 9e           | 37,35m                                                                  |
| Henry Leeke                                                                | kogelslingeren (m)          | 10-19e       |                                                                         |
| Robert Lindsay-Watson                                                      | kogelslingeren (m)          | 10-19e       |                                                                         |
| Ernest May                                                                 | kogelslingeren (m)          | 10-19e       |                                                                         |
| John Murray                                                                | kogelslingeren (m)          | 10-19e       |                                                                         |
| Tom Nicolson                                                               | kogelslingeren (m)          | 4e           | 48,09m                                                                  |

### Boksen
Het Verenigd Koninkrijk domineerde het boksen. Veertien van de vijftien medailles werden gewonnen, waaronder alle gouden.
| Olympiër          | Discipline  | Resultaat | Prestatie |
| ----------------- | ----------- | --------- | --- |
| John Condon       | -52,6kg (m) | Zilver    | 1e ronde: W van FRA Mazior: knock-out halve finale: W van GBR Webb: 2-0 finale: V van GBR Thomas: 0-2                                   |
| Frank McGurk      | -52,6kg (m) | 5e        | 1e ronde: V van GBR Thomas: 0-2 |
| Henry Perry       | -52,6kg (m) | 5e        | 1e ronde: V van GBR Webb: 1-2 |
| Henry Thomas      | -52,6kg (m) | Goud      | 1e ronde: W van GBR McGurk: 2-0 halve finale: vrij finale: W van GBR Condon: 2-0                                                        |
| William Webb      | -52,6kg (m) | Brons     | 1e ronde: W van GBR Perry: 2-1 halve finale: V van GBR Condon: 0-2                                                                      |
| Edward Adams      | -57,2kg (m) | 5e        | 1e ronde: V van GBR Morris: 0-2 |
| Richard Gunn      | -57,2kg (m) | Goud      | 1e ronde: W van FRA Poillot: knock-out halve finale: W van GBR Ringer: 2-0 finale: W van GBR Morris: 2-0                                |
| John Lloyd        | -57,2kg (m) | 5e        | 1e ronde: V van GBR Roddin: 0-2 |
| Charles Morris    | -57,2kg (m) | Zilver    | 1e ronde: W van GBR Adams: 2-0 halve finale: W van GBR Roddin: 2-0 finale: V van GBR Gunn: 0-2                                          |
| Thomas Ringer     | -57,2kg (m) | 4e        | 1e ronde: W van FRA Constant: 2-0 halve finale: V van GBR Gunn: 0-2                                                                     |
| Hugh Roddin       | -57,2kg (m) | Brons     | 1e ronde: W van GBR Lloyd: 2-0 halve finale: V van GBR Morris: 0-2                                                                      |
| Edward Fearman    | -63,5kg (m) | 9e        | 1e ronde: V van GBR Grace: 0-2 |
| Patrick Fee       | -63,5kg (m) | 9e        | 1e ronde: V van GBR Spiller: 0-2 |
| Frederick Grace   | -63,5kg (m) | Goud      | 1e ronde: W van GBR Fearman: 2-0 kwartfinale: W van GBR Wells: 2-0 halve finale: vrij finale: W van GBR Spiller: 2-0                    |
| Harold Holmes     | -63,5kg (m) | 5e        | 1e ronde: W van FRA Bouvier: knock-out kwartfinale: V van GBR Johnson                                                                   |
| George Jessup     | -63,5kg (m) | 5e        | 1e ronde: W van GBR Osborne: knock-out halve finale: V van GBR Spiller: 0-2                                                             |
| Harry Johnson     | -63,5kg (m) | Brons     | 1e ronde: W van DEN Hansen: 2-0 kwartfinale: W van GBR Holmes: 2-1 halve finale: V van GBR Spiller: 0-2                                 |
| Frank Osborne     | -63,5kg (m) | 9e        | 1e ronde: V van GBR Jessup: knock-out                                                                                                   |
| Frederick Spiller | -63,5kg (m) | Zilver    | 1e ronde: W van GBR Fee: 2-0 kwartfinale: W van GBR Jessup: knock-out halve finale: W van GBR Johnson: 2-0 finale: V van GBR Grace: 0-2 |
| Matt Wells        | -63,5kg (m) | 4e        | 1e ronde: W van DEN Holberg: 2-1 kwartfinale: V van GBR Grace: 0-2                                                                      |
| William Childs    | -71,7kg (m) | 5e        | 1e ronde: W van FRA Aspa: knock-out kwartfinale: V van ANZ Baker: 0-2                                                                   |
| William Dees      | -71,7kg (m) | 9e        | 1e ronde: V van ANZ Baker: 0-2 |
| Johnny Douglas    | -71,7kg (m) | Goud      | 1e ronde: W van FRA Doudelle: knock-out kwartfinale: vrij halve finale: W van GBR Warnes finale: W van ANZ Baker: 2-1                   |
| Arthur Murdoch    | -71,7kg (m) | 9e        | 1e ronde: V van GBR Philo: 1-2 |
| William Philo     | -71,7kg (m) | Brons     | 1e ronde: W van GBR Murdoch: 2-1 kwartfinale: vrij halve finale: V van ANZ Baker: knock-out                                             |
| Ruben Warnes      | -71,7kg (m) | 4e        | 1e ronde: W van FRA Morard: knock-out kwartfinale: vrij halve finale: V van GBR Douglas: knock-out                                      |
| Harold Brewer     | +71,7kg (m) | 5e        | 1e ronde: V van GBR Parks: 0-2 |
| Sydney Evans      | +71,7kg (m) | Zilver    | 1e ronde: W van GBR Ireton: knock-out halve finale: W van GBR Parks: 2-1 finale: V van GBR Oldman: knock-out                            |
| Albert Ireton     | +71,7kg (m) | 5e        | 1e ronde: V van GBR Evans: knock-out |
| Ian Myrams        | +71,7kg (m) | 5e        | 1e ronde: V van GBR Oldman: knock-out                                                                                                   |
| Albert Oldman     | +71,7kg (m) | Goud      | 1e ronde: W van GBR Myrams: knock-out halve finale: vrij finale: W van GBR Evans: knock-out                                             |
| Frederick Parks   | +71,7kg (m) | 4e        | 1e ronde: W van GBR Brewer: 2-0 halve finale: V van GBR Evans: 1-2                                                                      |

### Boogschieten

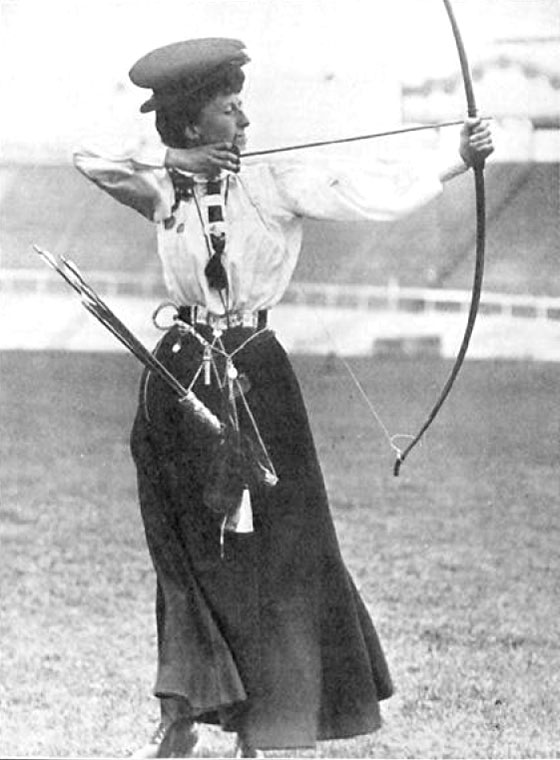
Queenie Newall werd op haar 53e olympisch kampioen boogschieten

In het boogschieten domineerden de Britse mannen op het onderdeel dat in eigen land populair was; de Yorkse stijl. Hierin wonnen ze goud en zilver. De continentale stijl was er minder populair hetgeen werd bevestigd door de 12e plaats van de enige Britse deelnemer. Aan het boogschieten voor vrouwen namen alleen Britse vrouwen deel. Opvallend was dat er meer vrouwen dan mannen uit het Verenigd Koninkrijk deelnamen; 25 om 16.
Broer en zus Dod (William en Lottie)) wonnen goud respectievelijk zilver. Queenie Newall won het goud bij de vrouwen en is ook na de Spelen van 2004 nog steeds de vrouw die op de hoogste leeftijd olympisch kampioen werd; ze was 53 jaar toen de goud won. De enige Ierse vrouw bij de Spelen in Londen, won brons.
| Olympiër                  | Discipline                  | Resultaat | Prestatie  |
| ------------------------- | --------------------------- | --------- | ---------- |
| Robert Backhouse          | dubbele york ronde (m)      | 13e       | 516 punten |
| R. H. Bagnall-Oakeley     | dubbele york ronde (m)      | 21e       | 374 punten |
| John Bridges              | dubbele york ronde (m)      | 5e        | 687 punten |
| Reginald Brooks-King      | dubbele york ronde (m)      | Zilver    | 768 punten |
| Charles Coates            | dubbele york ronde (m)      | 18e       | 413 punten |
| Geoffrey Cornewall        | dubbele york ronde (m)      | 15e       | 430 punten |
| William Dod               | dubbele york ronde (m)      | Goud      | 815 punten |
| Robert Heathcote          | dubbele york ronde (m)      | 14e       | 476 punten |
| Harold James              | dubbele york ronde (m)      | 6e        | 652 punten |
| John Keyworth             | dubbele york ronde (m)      | 9e        | 622 punten |
| Hugh Nesham               | dubbele york ronde (m)      | 8e        | 643 punten |
| John Penrose              | dubbele york ronde (m)      | 4e        | 709 punten |
| Charles Perry-Keene       | dubbele york ronde (m)      | 10e       | 543 punten |
| Capel Pownall             | dubbele york ronde (m)      | 11e       | 532 punten |
| Theodore Robinson         | dubbele york ronde (m)      | 7e        | 647 punten |
| John Stopford             | dubbele york ronde (m)      | 12e       | 530 punten |
| John Keyworth             | continentale stijl (m)      | 12e       | 190 punten |
|                           |                             |           |            |
| Gertrude Appleyard        | dubbele nationale ronde (m) | 11e       | 503 punten |
| S. H. Armitage            | dubbele nationale ronde (m) | 6e        | 582 punten |
| Ellen Babington           | dubbele nationale ronde (m) | 18e       | 451 punten |
| M. Boddam-Whetham         | dubbele nationale ronde (m) | 10e       | 510 punten |
| Christine Cadman          | dubbele nationale ronde (m) | 19e       | 427 punten |
| Doris E. Day              | dubbele nationale ronde (m) | 16e       | 483 punten |
| Lottie Dod                | dubbele nationale ronde (m) | Zilver    | 642 punten |
| Beatrice Hill-Lowe        | dubbele nationale ronde (m) | Brons     | 618 punten |
| G. W. H. Honnywill        | dubbele nationale ronde (m) | 5e        | 587 punten |
| Martina Hyde              | dubbele nationale ronde (m) | 20e       | 419 punten |
| Sarah Leonard             | dubbele nationale ronde (m) | 21e       | 410 punten |
| K. G. Mudge               | dubbele nationale ronde (m) | 17e       | 465 punten |
| Queenie Newall            | dubbele nationale ronde (m) | Goud      | 688 punten |
| E. Nott-Bower             | dubbele nationale ronde (m) | 12e       | 503 punten |
| V. W. H. Priestley-Foster | dubbele nationale ronde (m) | 7e        | 553 punten |
| Norma Robertson           | dubbele nationale ronde (m) | 13e       | 500 punten |
| Emily Rushton             | dubbele nationale ronde (m) | 24e       | 323 punten |
| Albertine Thackwell       | dubbele nationale ronde (m) | 15e       | 484 punten |
| Jessie Wadworth           | dubbele nationale ronde (m) | 4e        | 605 punten |
| Mary Wadworth             | dubbele nationale ronde (m) | 9e        | 522 punten |
| Janetta Vance             | dubbele nationale ronde (m) | 23e       | 385 punten |
| Margaret Weedon           | dubbele nationale ronde (m) | 14e       | 498 punten |
| Hilda Williams            | dubbele nationale ronde (m) | 25e       | 316 punten |
| Lillian Wilson            | dubbele nationale ronde (m) | 8e        | 534 punten |
| Ina Wood                  | dubbele nationale ronde (m) | 22e       | 387 punten |

### Hockey
Namens het Verenigd Koninkrijk namen vier teams deel; een afgevaardigde vanuit elke Home Nation. Schotland en Engeland versloegen respectievelijk Duitsland en Frankrijk en speelden tegen elkaar in de halver finale. Ierland en Wales waren via byes direct geplaatst voor de halve finales. Dit resulteerde in vier medailles voor het Verenigd Koninkrijk. Engeland won uiteindelijk. Ierland werd tweede en Schotland en Wales deelden het brons.
| Olympiër | Discipline | Resultaat | Prestatie |
| --- | ---------- | --------- | --- |
| Louis Baillon Reggie Pridmore Harry Freeman Percy Rees Eric Green John Yate Robinson Gerald Logan Stanley Shoveller Alan Noble Harvey Wood Edgar Page                   | mannen     | Goud      | 1e ronde: W van Frankrijk: 10-1 halve finale: W van Groot-Brittannië Schotland: 6-1 finale: W van Groot-Brittannië Ierland: 8-1 |
| Edward Allman-Smith Robert Kennedy Henry Brown Henry Murphy Walter Campbell Walter Peterson William Graham Charles Power Richard Gregg Frank Robinson Edward Holmes     | mannen     | Zilver    | 1e ronde: vrij halve finale: W van Groot-Brittannië Wales: 3-1 finale: V van Groot-Brittannië: 1-8                              |
| Alexander Burt Ivan Laing John Burt Hugh Neilson Alastair Denniston William Orchardson Charles Foulkes Norman Stevenson Hew Fraser Hugh Walker James Harper-Orr         | mannen     | Brons     | 1e ronde: W van Duitsland: 4-0 halve finale: V van Groot-Brittannië: 1-6                                                        |
| Frank Connah Edwin Richards Llewellyn Evans Charles Shepherd Arthur Law Bertrand Turnbull Robert Lyne Philip Turnbull Wilfred Pallott James Williams Frederick Phillips | mannen     | Brons     | 1e ronde: vrij halve finale: V van Groot-Brittannië Ierland: 1-3                                                                |

### Jeu de paume
In het jeu de paume won het Verenigd Koninkrijk zilver en brons.
| Olympiër         | Discipline   | Resultaat | Prestatie |
| ---------------- | ------------ | --------- | --- |
| Edwin Biedermann | Jeu de paume | 5e        | 1e ronde: vrij kwartfinale: V van GBR Lytton: 5-6, 1-6, 2-6 |
| Lytton           | Jeu de paume | Brons     | 1e ronde: vrij kwartfinale: W van GBR Lytton: 6-5, 6-1, 6-2 halve finale: V van GBR Biedermann: 4-6, 1-6, 3-6 bronzen finale: W van GBR Page: 6-2, 6-4, 6-4              |
| William Cazalet  | Jeu de paume | 9e        | 1e ronde: V van GBR Pennell: 1-6, 4-6, 1-6 |
| Eustace Miles    | Jeu de paume | Zilver    | 1e ronde: W van USA Sands: 6-3, 6-3, 6-3 kwartfinale: W van GBR Noel: 6-5, 6-1, 6-5 halve finale: W van GBR Lytton: 6-4, 6-1, 6-3 finale: V van USA Gould: 5-6, 4-6, 4-6 |
| Evan Noel        | Jeu de paume | 5e        | 1e ronde: W van GBR Tatham: 6-2, 6-3, 6-3 kwartfinale: V van GBR Miles: 5-6, 1-6, 5-6                                                                                    |
| Arthur Page      | Jeu de paume | 4e        | 1e ronde: vrij kwartfinale: W van GBR Palmer: 5-6, 6-4, 6-5, 6-1 halve finale: V van GBR Gould: 1-6, 0-6, 0-6 bronzen finale: V van GBR Lytton: 2-6, 4-6, 4-6            |
| Arthur Palmer    | Jeu de paume | 5e        | 1e ronde: vrij kwartfinale: V van GBR Page: 6-5, 4-6, 5-6, 1-6 |
| Vane Pennell     | Jeu de paume | 5e        | 1e ronde: W van GBR Cazalet: 6-1, 6-4, 6-1 kwartfinale: V van USA Gould: 3-6, 3-6, 2-6                                                                                   |
| Charles Tatham   | Jeu de paume | 9e        | 1e ronde: V van GBR Noel: 2-6, 3-6, 3-6 |

### Kunstrijden
| Olympiër                         | Discipline           | Resultaat | Prestatie      |
| -------------------------------- | -------------------- | --------- | -------------- |
| Keiller Greig                    | mannen               | 4e        | 310,9 punten   |
| Albert March                     | mannen               | 5e        | 232,0 punten   |
| Herbert Yglesias                 | mannen               | DNF       | niet gefinisht |
| Arthur Cumming                   | speciale figuren (m) | Zilver    | 32,8 punten    |
| Geoffrey Hall-Say                | speciale figuren (m) | Brons     | 20,8 punten    |
|                                  |                      |           |                |
| Dorothy Greenhough-Smith         | vrouwen              | Brons     | 192,1 punten   |
| Gwendolyn Lycett                 | vrouwen              | 5e        | 164,0 punten   |
| Madge Syers                      | vrouwen              | Goud      | 252,5 punten   |
|                                  |                      |           |                |
| Phyllis Johnson James H. Johnson | paren                | Zilver    | 10,3 punten    |
| Madge Syers Edgar Syers          | paren                | Brons     | 9,6 punten     |

### Lacrosse
Het Verenigd Koninkrijk verloor van Canada de enige wedstrijd lacrosse die tijdens de Spelen werd gespeeld. Dit was desondanks goed voor zilver.
| Olympiër | Discipline | Resultaat | Prestatie                   |
| --- | ---------- | --------- | --------------------------- |
| Gustav Alexander J. Alexander L. Blockey George Buckland E. O Dutton V. G. Gilbey S. N. Hayes F. S. JohnsonWilfrid Johnson Edward Jones R. G. W. Martin G. Mason G. J. Mason J. Parker-Smith H. W. Ramsay Charles Scott H. Shorrocks Norman Whitley | Lacrosse   | Zilver    | finale: V van Canada: 10-14 |

### Motorbootracen
Bij alle drie de onderdelen kwamen meerdere boten aan de start, maar opvallend genoeg haalde per klasse slechts één boot de eindstreep. Twee daarvan kwamen uit het Verenigd Koninkrijk en waren dus goed voor twee medailles. Frankrijk won de derde gouden medaille.
| Olympiër | Discipline | Resultaat | Prestatie      |
| --- | ---------- | --------- | -------------- |
| Hugh Grosvenor Hugh Grosvenor, 2e hertog van Westminster George Clowes Joseph Frederick Laycock G. H. Atkinson | klasse A   |           |                |
| Thomas Scott-Ellis 8th Baron Howard de Walden A. G. Fentiman                                                   | klasse A   |           |                |
| Isaac Thomas Thornycroft Bernard Redwood John Field-Richards                                                   | klasse B   | Goud      |                |
| John Marshall Gorham Mrs. Gorham                                                                               | klasse B   | DNF       | niet gefinisht |
| Isaac Thomas Thornycroft Bernard Redwood John Field-Richards                                                   | klasse C   | Goud      |                |
| Warwick Wright Thomas Weston                                                                                   | klasse C   | DNF       | niet gefinisht |

### Polo
Het Verenigd Koninkrijk was het enige land dat deelnam aan het polo, met twee Engelse teams en een Iers team.
| Olympiër                                                             | Discipline | Resultaat | Prestatie |
| -------------------------------------------------------------------- | ---------- | --------- | --------- |
| Charles Miller George Miller Patteson Nickalls Herbert Haydon Wilson | Polo       | Goud      |           |
| Walter Buckmaster Frederick Freake Walter Jones John Wodehouse       | Polo       | Zilver    |           |
| John Hardress Lloyd John McKann Percy O'Reilly Auston Rotherham      | Polo       | Zilver    |           |

### Rackets
Het Verenigd Koninkrijk was het enige land dat deelnam aan het Rackets.
| Olympiër                      | Discipline     | Resultaat | Prestatie |
| ----------------------------- | -------------- | --------- | --- |
| John Jacob Astor              | mannen         | Brons     | 1e ronde: vrij kwartfinale: vrij halve finale: V van GBR Noel: 0-3                                                                    |
| Henry Brougham                | mannen         | Brons     | 1e ronde: vrij kwartfinale: vrij halve finale: V van GBR Leaf: 0-3                                                                    |
| Browning                      | mannen         | 6e        | 1e ronde: V van GBR Noel: 1-3 |
| Henry Leaf                    | mannen         | Zilver    | 1e ronde: vrij kwartfinale: vrij halve finale: W van GBR Broughman: 3-0 finale: V van GBR Noel: walk-over                             |
| Evan Noel                     | mannen         | Goud      | 1e ronde: W van GBR Browning kwartfinale: W van GBR Pennell: 3-0 halve finale: W van GBR Astor: 3-0 finale: W van GBR Leaf: walk-over |
| Vane Pennell                  | mannen         | 5e        | 1e ronde: vrij kwartfinale: V van GBR Noel: 0-3                                                                                       |
| John Jacob Astor Vane Pennell | dubbelspel (m) | Goud      | 1e ronde: W van GBR Leaf/Noel: 4-2 finale: W van GBR Browning/Bury: 4-1                                                               |
| Cecil Browning Edmund Bury    | dubbelspel (m) | Zilver    | 1e ronde: vrij finale: V van GBR Astor/Pennell: 1-4                                                                                   |
| Henry Leaf Evan Noel          | dubbelspel (m) | Brons     | 1e ronde: V van GBR Astor/Pennell: 2-4                                                                                                |

### Roeien
| Olympiër | Discipline      | Resultaat | Prestatie                                                                                    |
| --- | --------------- | --------- | -------------------------------------------------------------------------------------------- |
| Harry Blackstaffe | skiff (m)       | Goud      | series: vrij kwartfinale 3: 1e in 10.03,0 halve finale 2: 1e in 10.14,0 finale: 1e in 9.26,0 |
| Alexander McCulloch | skiff (m)       | Zilver    | series: vrij kwartfinale 4: 1e in 10.08,0 halve finale 1: 1e in 10.22,0 finale: 2e in 9.27,5 |
| John Fenning Gordon Thomson | twee-zonder (m) | Goud      | serie 1: 1e in 9.46,0 finale: 1e in 9.41,0                                                   |
| George Fairbairn Philip Verdon | twee-zonder (m) | Zilver    | serie 2: 1e in 11.05,0 finale: 2e                                                            |
| Robert Cudmore James Angus Gillan Duncan Mackinnon Robert Somers-Smith                                                                                      | vier-zonder (m) | Goud      | serie 1: 1e in 8.34,0 finale: 1e in 8.34,0                                                   |
| Harold Barker Reginald Fenning Philip Filleul Gordon Thomson                                                                                                | vier-zonder (m) | Zilver    | serie 2: 1e in 9.04,0 finale: 2e                                                             |
| Henry Bucknall Charles Burnell Raymond Etherington-Smith Albert Gladstone Banner Johnstone Frederick Kelly Gilchrist Maclagan Guy Nickalls Ronald Sanderson | acht (m)        | Goud      | serie 2: 1e in 8.10,0 halve finale 1: 1e in 8.12,0 finale: 1e in 7.52,0                      |
| Richard Boyle John Burn Oswald Carver Henry Goldsmith Frank Jerwood Harold Kitching Eric Powell Douglas Stuart Edward Gordon Williams                       | acht (m)        | Brons     | serie: vrij halve finale 2: 2e in 8.25,9                                                     |

### Rugby
Het Verenigd Koninkrijk, gerepresenteerd door het team van het graafschap Cornwall, verloor tegen Australazië de enige wedstrijd van het rugby. Desondanks werd zilver gewonnen.
| Olympiër | Discipline | Resultaat | Prestatie                     |
| --- | ---------- | --------- | ----------------------------- |
| Edward Jackett J. C. Solomon Bertram Solomon L. F. Dean J. T. Jose Thomas Wedge James Davey Richard Jackett E. J. Jones Arthur Wilson Nicholas Tregurtha A. Lawrey C. R. Marshall A. Wilcocks John Trevaskis | mannen     | Zilver    | finale: V van Australië: 3-32 |

### Schermen
Het Verenigd Koninkrijk eindigde tweede bij het degenschermen voor teams. Het was de enige medaille.
| Olympiër                                                                             | Discipline     | Resultaat    | Prestatie |
| ------------------------------------------------------------------------------------ | -------------- | ------------ | --- |
| Edgar Amphlett                                                                       | degen (m)      | 20e          | 1e ronde groep J: 1e met 4 overwinningen kwartfinale 2: 5e met 1 overwinning                                                                         |
| John Blake                                                                           | degen (m)      | 47e          | 1e ronde groep C: 4e met 2 overwinningen |
| Ralph Chalmers                                                                       | degen (m)      | 39e          | 1e ronde groep H: 3e met 3 overwinningen |
| Leaf Daniell                                                                         | degen (m)      | 17e          | 1e ronde groep G: 1e met 5 overwinningen kwartfinale 5: 3e met 3 overwinningen                                                                       |
| Henry Davids                                                                         | degen (m)      | 20e          | 1e ronde groep M: 2e met 2 overwinningen kwartfinale 3: 5e met 1 overwinning                                                                         |
| Percival Davson                                                                      | degen (m)      | 39e          | 1e ronde groep E: 4e met 3 overwinningen |
| Luke Fildes                                                                          | degen (m)      | 47e          | 1e ronde groep A: 7e met 2 overwinningen |
| Cecil Haig                                                                           | degen (m)      | 5e           | 1e ronde groep K: 2e met 2 overwinningen kwartfinale 8: 1e met 2 overwinningen halve finale 1: 2e met 4 overwinningen finale: 5e met 2 overwinningen |
| Martin Holt                                                                          | degen (m)      | 8e           | 1e ronde groep D: 2e met 3 overwinningen kwartfinale 4: 1e met 3 overwinningen halve finale 2: 2e met 4 overwinningen finale: 8e met 2 overwinningen |
| Sydney Martineau                                                                     | degen (m)      | 18e          | 1e ronde groep F: 2e met 3 overwinningen kwartfinale 7: 2e met 2 overwinningen                                                                       |
| Robert Montgomerie                                                                   | degen (m)      | 4e           | 1e ronde groep I: 1e met 6 overwinningen kwartfinale 4: 2e met 2 overwinningen halve finale 1: 4e met 3 overwinningen finale: 4e met 6 overwinningen |
| Edgar Seligman                                                                       | degen (m)      | 17e          | 1e ronde groep L: 4e met 2 overwinningen |
| Leaf Daniell Cecil Haig Martin Holt Robert Montgomerie Edgar Seligman Edgar Amphlett | degen team (m) | Zilver       | voorronde: W van Nederland: 9-7 1e ronde: W van Duitsland: 13-5 halve finale: V van Frankrijk: 5-12 zilveren finale: W van België: 9-5               |
| Richard Badman                                                                       | sabel (m)      | kwartfinale  | 1e ronde groep G: 3e met 2 overwinningen kwartfinale 2: 4e met 1 overwinning                                                                         |
| Edward Brookfield                                                                    | sabel (m)      | 1e ronde     | 1e ronde groep J: 4e met 3 overwinningen |
| Anthony Chalke                                                                       | sabel (m)      | 1e ronde     | 1e ronde groep M: 7e met 1 overwinning |
| Douglas Godfree                                                                      | sabel (m)      | 1e ronde     | 1e ronde groep C: 6e met 0 overwinningen |
| Alfred Keene                                                                         | sabel (m)      | 1e ronde     | 1e ronde groep I: 4e met 2 overwinningen |
| Lockhart Leith                                                                       | sabel (m)      | 1e ronde     | 1e ronde groep K: 6e met 0 overwinningen |
| William Marsh                                                                        | sabel (m)      | kwartfinale  | 1e ronde groep D: 1e met 3 overwinningen kwartfinale 3: 3e met 2 overwinningen                                                                       |
| Arthur Murray                                                                        | sabel (m)      | 5e           | 1e ronde groep B: 4e met 2 overwinningen |
| C. Barry Notley                                                                      | sabel (m)      | halve finale | 1e ronde groep L: 2e met 3 overwinningen kwartfinale 1: 2e met 2 overwinningen halve finale 1: 7e met 2 overwinningen                                |
| Charles Wilson                                                                       | sabel (m)      | 1e ronde     | 1e ronde groep H: 4e met 2 overwinningen |
| H. Evan James William Marsh Arthur Murray Charles Wilson                             | sabel team (m) | 6e           | 1e ronde: V van Italië: 5-11 |

### Schietsport
| Olympiër                                                                                        | Discipline                         | Resultaat | Prestatie   |
| ----------------------------------------------------------------------------------------------- | ---------------------------------- | --------- | ----------- |
| Richard Barnett                                                                                 | 1000y vrij geweer (m)              | 4e        | 92 punten   |
| Maurice Blood                                                                                   | 1000y vrij geweer (m)              | Brons     | 92 punten   |
| Thomas Caldwell                                                                                 | 1000y vrij geweer (m)              | 6e        | 91 punten   |
| Thomas Fremantle                                                                                | 1000y vrij geweer (m)              | 16e       | 87 punten   |
| John Hopton                                                                                     | 1000y vrij geweer (m)              | 24e       | 84 punten   |
| Joshua Milner                                                                                   | 1000y vrij geweer (m)              | Goud      | 98 punten   |
| Ted Ranken                                                                                      | 1000y vrij geweer (m)              | 4e        | 92 punten   |
| Alexander Rogers                                                                                | 1000y vrij geweer (m)              | 28e       | 82 punten   |
| John Sellars                                                                                    | 1000y vrij geweer (m)              | 6e        | 91 punten   |
| Percy Whitehead                                                                                 | 1000y vrij geweer (m)              | 19e       | 86 punten   |
| Maurice Blood                                                                                   | 300m vrij geweer (m)               | 11e       | 825 punten  |
| Henry Chaney                                                                                    | 300m vrij geweer (m)               | 40e       | 671 punten  |
| Robert Hawkins                                                                                  | 300m vrij geweer (m)               | 26e       | 752 punten  |
| Alexander Jackson                                                                               | 300m vrij geweer (m)               | 20e       | 771 punten  |
| Jesse Wallingford                                                                               | 300m vrij geweer (m)               | 10e       | 828 punten  |
| Jesse Wallingford Harold Hawkins Charles Churcher Thomas Raddall James Bostock Robert Brown     | vrij geweer team (m)               | 6e        | 4355 punten |
| Harcourt Ommundsen Fleetwood Varley Arthur Fulton Philip Richardson William Padgett John Martin | militair geweer team (m)           | Zilver    | 2497 punten |
| Edward Amoore                                                                                   | 50&100y geweer (m)                 | 5e        | 383 punten  |
| George Barnes                                                                                   | 50&100y geweer (m)                 | Brons     | 385 punten  |
| Arthur Carnell                                                                                  | 50&100y geweer (m)                 | Goud      | 387 punten  |
| Harold Hawkins                                                                                  | 50&100y geweer (m)                 | 8e        | 374 punten  |
| Harold Humby                                                                                    | 50&100y geweer (m)                 | Zilver    | 386 punten  |
| Maurice Matthews                                                                                | 50&100y geweer (m)                 | 4e        | 384 punten  |
| James Milne                                                                                     | 50&100y geweer (m)                 | 12e       | 368 punten  |
| William Milne                                                                                   | 50&100y geweer (m)                 | 14e       | 363 punten  |
| William Pimm                                                                                    | 50&100y geweer (m)                 | 6e        | 379 punten  |
| Albert Taylor                                                                                   | 50&100y geweer (m)                 | 7e        | 376 punten  |
| Jack Warner                                                                                     | 50&100y geweer (m)                 | 9e        | 373 punten  |
| Arthur Wilde                                                                                    | 50&100y geweer (m)                 | 10e       | 370 punten  |
| Edward Amoore                                                                                   | 25y geweer bewegend doel (m)       | 19e       | 3 punten    |
| John Fleming                                                                                    | 25y geweer bewegend doel (m)       | Goud      | 24 punten   |
| Harold Hawkins                                                                                  | 25y geweer bewegend doel (m)       | 15e       | 3 punten    |
| Maurice Matthews                                                                                | 25y geweer bewegend doel (m)       | Zilver    | 24 punten   |
| William Marsden                                                                                 | 25y geweer bewegend doel (m)       | Brons     | 24 punten   |
| James Milne                                                                                     | 25y geweer bewegend doel (m)       | 13e       | 12 punten   |
| William Milne                                                                                   | 25y geweer bewegend doel (m)       | 7e        | 21 punten   |
| Edward Newitt                                                                                   | 25y geweer bewegend doel (m)       | 4e        | 24 punten   |
| Philip Plater                                                                                   | 25y geweer bewegend doel (m)       | 5e        | 22 punten   |
| William Pimm                                                                                    | 25y geweer bewegend doel (m)       | 6e        | 21 punten   |
| William Styles                                                                                  | 25y geweer bewegend doel (m)       | 9e        | 17 punten   |
| Arthur Wilde                                                                                    | 25y geweer bewegend doel (m)       | 10e       | 13 punten   |
| Edward Amoore                                                                                   | 25y geweer verdwijnend doel (m)    | Brons     | 45 punten   |
| John Fleming                                                                                    | 25y geweer verdwijnend doel (m)    | 9e        | 42 punten   |
| Harold Humby                                                                                    | 25y geweer verdwijnend doel (m)    | 8e        | 45 punten   |
| William Styles                                                                                  | 25y geweer verdwijnend doel (m)    | Goud      | 45 punten   |
| Harold Hawkins                                                                                  | 25y geweer verdwijnend doel (m)    | Zilver    | 45 punten   |
| Maurice Matthews                                                                                | 25y geweer verdwijnend doel (m)    | 9e        | 42 punten   |
| James Milne                                                                                     | 25y geweer verdwijnend doel (m)    | 5e        | 45 punten   |
| William Milne                                                                                   | 25y geweer verdwijnend doel (m)    | 4e        | 45 punten   |
| Edward Newitt                                                                                   | 25y geweer verdwijnend doel (m)    | 9e        | 42 punten   |
| William Pimm                                                                                    | 25y geweer verdwijnend doel (m)    | 15e       | 39 punten   |
| Philip Plater                                                                                   | 25y geweer verdwijnend doel (m)    | 15e       | 39 punten   |
| Arthur Wilde                                                                                    | 25y geweer verdwijnend doel (m)    | 6e        | 45 punten   |
| Edward Amoore Harold Humby Maurice Matthews William Pimm                                        | 50&100y geweer team (m)            | Goud      | 771 punten  |
| Maurice Blood                                                                                   | enkel schot op lopen hert (m)      | 4e        | 23 punten   |
| James Cowan                                                                                     | enkel schot op lopen hert (m)      | 6e        | 21 punten   |
| William Ellicott                                                                                | enkel schot op lopen hert (m)      | 12e       | 16 punten   |
| Albert Kempster                                                                                 | enkel schot op lopen hert (m)      | 5e        | 22 punten   |
| Joshua Millner                                                                                  | enkel schot op lopen hert (m)      | 9e        | 20 punten   |
| Charles Nix                                                                                     | enkel schot op lopen hert (m)      | 10e       | 19 punten   |
| Ted Ranken                                                                                      | enkel schot op lopen hert (m)      | Zilver    | 24 punten   |
| Alexander Rogers                                                                                | enkel schot op lopen hert (m)      | Brons     | 24 punten   |
| William Russell Lane-Joynt                                                                      | enkel schot op lopen hert (m)      | 6e        | 21 punten   |
| Maurice Blood                                                                                   | dubbel schot op lopen hert (m)     | 4e        | 34 punten   |
| John Bashford                                                                                   | dubbel schot op lopen hert (m)     | 9e        | 25 punten   |
| James Cowan                                                                                     | dubbel schot op lopen hert (m)     | 10e       | 24 punten   |
| William Ellicott                                                                                | dubbel schot op lopen hert (m)     | 6e        | 33 punten   |
| Albert Kempster                                                                                 | dubbel schot op lopen hert (m)     | 5e        | 34 punten   |
| Joshua Millner                                                                                  | dubbel schot op lopen hert (m)     | 15e       | 15 punten   |
| Charles Nix                                                                                     | dubbel schot op lopen hert (m)     | 11e       | 22 punten   |
| Ted Ranken                                                                                      | dubbel schot op lopen hert (m)     | Zilver    | 46 punten   |
| Alexander Rogers                                                                                | dubbel schot op lopen hert (m)     | 6e        | 33 punten   |
| William Russell Lane-Joynt                                                                      | dubbel schot op lopen hert (m)     | 13e       | 20 punten   |
| William Ellicott William Russell Lane-Joynt Charles Nix Ted Ranken                              | enkel schot op lopen hert team (m) | Zilver    | 85 punten   |
| John Bashford                                                                                   | 50y pistool (m)                    | 42e       | 329 punten  |
| William Ellicott                                                                                | 50y pistool (m)                    | 7e        | 458 punten  |
| Geoffrey Coles                                                                                  | 50y pistool (m)                    | 11e       | 449 punten  |
| Peter Jones                                                                                     | 50y pistool (m)                    | 28e       | 407 punten  |
| James Le Fevre                                                                                  | 50y pistool (m)                    | 31e       | 399 punten  |
| Henry Lynch-Staunton                                                                            | 50y pistool (m)                    | 13e       | 443 punten  |
| Henry Munday                                                                                    | 50y pistool (m)                    | 39e       | 358 punten  |
| William Newton                                                                                  | 50y pistool (m)                    | 16e       | 440 punten  |
| William Russell Lane-Joynt                                                                      | 50y pistool (m)                    | 14e       | 442 punten  |
| Jesse Wallingford                                                                               | 50y pistool (m)                    | 5e        | 467 punten  |
| Charles Wirgman                                                                                 | 50y pistool (m)                    | 23e       | 425 punten  |
| Geoffrey Coles William Ellicott Henry Lynch-Staunton Jesse Wallingford                          | 50y pistool team (m)               | Brons     | 1817 punten |
| John Butt                                                                                       | trap (m)                           | 24e       | 26 punten   |
| Harold Creasey                                                                                  | trap (m)                           | 17e       | 46 punten   |
| Peter Easte                                                                                     | trap (m)                           | 17e       | 46 punten   |
| Richard Hutton                                                                                  | trap (m)                           | 7e        | 53 punten   |
| Alexander Maunder                                                                               | trap (m)                           | Brons     | 57 punten   |
| Gerald Merlin                                                                                   | trap (m)                           | 19e       | 45 punten   |
| Frank Moore                                                                                     | trap (m)                           | 10e       | 52 punten   |
| William Norris                                                                                  | trap (m)                           | 20e       | 44 punten   |
| Charles Palmer                                                                                  | trap (m)                           | 5e        | 55 punten   |
| James Pike                                                                                      | trap (m)                           | 12e       | 50 punten   |
| George Whitaker                                                                                 | trap (m)                           | 11e       | 51 punten   |
| Peter Easte Alexander Maunder Frank Moore Charles Palmer James Pike John Postans                | trap team (m)                      | Goud      | 407 punten  |
| John Butt Harold Creasey Richard Hutton William Morris Gerald Skinner George Whitaker           | trap team (m)                      | Brons     | 372 punten  |

### Schoonspringen
| Olympiër          | Discipline    | Resultaat | Prestatie                                                      |
| ----------------- | ------------- | --------- | -------------------------------------------------------------- |
| Anthony Beckett   | 3m plank (m)  | 17e       | groep 1: 5e met 67,5 punten                                    |
| William Bull      | 3m plank (m)  | 18e       | groep 4: 3e met 66,0 punten                                    |
| Harold Clarke     | 3m plank (m)  | 6e        | groep 2: 2e met 78,6 punten halve finale 2: 4e in 81,1 punten  |
| Harry Crank       | 3m plank (m)  | 14e       | groep 1: 4e met 70,3 punten                                    |
| Thomas Cross      | 3m plank (m)  | 20e       | groep 5: 4e met 64,5 punten                                    |
| Frank Errington   | 3m plank (m)  | 10e       | groep 3: 2e met 70,83 punten halve finale 1: 5e in 72,6 punten |
| William Hoare     | 3m plank (m)  | 16e       | groep 3: 5e met 67,8 punten                                    |
| Herbert Pott      | 3m plank (m)  | 7e        | groep 4: 1e met 82,5 punten halve finale 1: 3e in 79,6 punten  |
| Harold Smyrk      | 3m plank (m)  | 12e       | groep 5: 3e met 78,3 punten                                    |
| Anthony Tylor     | 3m plank (m)  | 23e       | groep 2: 3e met 58,8 punten                                    |
| James Aldous      | 10m toren (m) | 14e       | groep 1: 5e met 68,0 punten                                    |
| George Cane       | 10m toren (m) | 12e       | groep 4: 3e met 73,1 punten                                    |
| F. J. Collins     | 10m toren (m) | 21e       | groep 3: 5e met 56,5 punten                                    |
| Harold Goodworth  | 10m toren (m) | 8e        | groep 1: 2e met 76,0 punten halve finale 2: 4e in 59,48 punten |
| Thomas Harrington | 10m toren (m) | 23e       | groep 5: 6e met 53,15 punten                                   |
| William Hoare     | 10m toren (m) | 16e       | groep 2: 3e met 65,2 punten                                    |
| William Webb      | 10m toren (m) | 19e       | groep 3: 4e met 57,7 punten                                    |

### Tennis

#### Outdoor
Het Verenigd Koninkrijk won alle zes de onderdelen bij het tennis.
| Olympiër                         | Discipline     | Resultaat | Prestatie |
| -------------------------------- | -------------- | --------- | --- |
| George Caridia                   | enkelspel (m)  | 5e        | 1e ronde: vrij 2e ronde: W van RSA Kitson: 6-1, 6-3, 6-1 3e ronde: W van CAN Powell: 6-4, 3-6, 6-4, 6-2 kwartfinale: V van GER Froitzheim: 4-6, 1-6, 7-5, 1-6                                                                                |
| Walter Crawley                   | enkelspel (m)  | 9e        | 1e ronde: vrij 2e ronde: W van GBR Hillyard: walk-over 3e ronde: V van GBR Ritchie: 1-6, 4-6, 1-6 |
| Charles Dixon                    | enkelspel (m)  | 5e        | 1e ronde: W van GER Rahe: 6-2, 7-5, 6-4 2e ronde: W van HUN Lauber: 6-1, 6-0, 6-0 3e ronde: W van BOH Hyks: 6-1, 6-2, 6-3 kwartfinale: V van GBR Eaves: 3-6, 5-7, 3-6                                                                        |
| Wilberforce Eaves                | enkelspel (m)  | Brons     | 1e ronde: W van AUT Kinzl: 6-3, 6-1, 6-0 2e ronde: W van AUT von Wessely: walk-over 3e ronde: W van GER von Bissing: 8-6, 7-5, 7-5 kwartfinale: W van GBR Dixon: 6-3, 7-5, 6-3 halve finale: V van GBR Ritchie: 6-2, 1-6, 4-6, 1-6           |
| James Cecil Parke                | enkelspel (m)  | 9e        | 1e ronde: W van BOH Rössler: walk-over 2e ronde: W van HUN Toth: 6-1, 6-3, 6-2 3e ronde: V van GER Froitzheim: 4-6, 9-11, 4-6 |
| Kenneth Powell                   | enkelspel (m)  | 26e       | 1e ronde: V van GER Froitzheim: 3-6, 1-6, 4-6 |
| Josiah Ritchie                   | enkelspel (m)  | Goud      | 1e ronde: vrij 2e ronde: W van RSA Gauntlett: 6-1, 6-4, 6-1 3e ronde: W van GBR Crawley: 6-1, 6-4, 6-1 kwartfinale: W van FRA Germot: 6-0, 4-0 halve finale: W van GBR Eaves: 2-6, 6-1, 6-4, 6-1 finale: W van GER Froitzheim: 7-5, 6-3, 6-4 |
| George Hillyard Reginald Doherty | dubbelspel (m) | Goud      | 1e ronde: vrij 2e ronde: W van BOH Karoly/Zemla: walk-over kwartfinale: W van GBR Crawley/Powell: 10-8, 6-1, 7-9, 5-7 halve finale: W van GBR Cazalet/Dixon: 5-7, 2-6, 6-4, 17-15, 6-4 finale: W van GBR Ritchie/Parke: 9-7, 7-5, 9-7        |
| Josiah Ritchie James Cecil Parke | dubbelspel (m) | Zilver    | 1e ronde: vrij 2e ronde: W van BOH Toth/Zsigmondy: 6-1, 6-0, 6-3 kwartfinale: W van AUT Pipes/Zborzil: 7-5, 6-4, 6-2 halve finale: W van FRA Décugis/Germot: walk-over finale: V van GBR Hillyard/Doherty: 7-9, 5-7, 7-9                     |
| Clement Cazalet Charles Dixon    | dubbelspel (m) | Brons     | 1e ronde: vrij 2e ronde: W van NED C van Lennep/R van Lennep: 6-4, 6-0, 3-6, 6-2 kwartfinale: W van RSA Gauntlett/Kitson: 6-2, 5-7, 2-6, 6-3, 6-3 halve finale: V van GBR Hillyard/Doherty: 7-5, 6-2, 4-6, 15-17, 4-6                        |
| Walter Crawley Kenneth Powell    | dubbelspel (m) | Brons     | 1e ronde: vrij 2e ronde: W van CAN Foulkes/Powell: 7-5, 6-3, 6-2 kwartfinale: V van GBR Hillyard/Doherty: 8-10, 1-6, 9-7, 5-7 |
|                                  |                |           | |
| Penelope Boothby                 | enkelspel (v)  | Zilver    | 1e ronde: vrij kwartfinale: W van GBR Bingley: walk-over halve finale: W van FRA Gillou: walk-over finale: V van GBR Chambers: 1-6, 5-7 |
| Dorothea Chambers                | enkelspel (v)  | Goud      | 1e ronde: vrij kwartfinale: W van GBR Morton: 6-2, 6-3 halve finale: W van GBR Winch: 6-1, 6-1 finale: W van GBR Boothby: 6-1, 7-5 |
| Alice Greene                     | enkelspel (v)  | 5e        | 1e ronde: V van GBR Morton: 6-8, 2-6 |
| Agnes Morton                     | enkelspel (v)  | 4e        | 1e ronde: W van GBR Greene: 8-6, 2-6 kwartfinale: V van GBR Chambers: 2-6, 3-6 |
| Ruth Winch                       | enkelspel (v)  | Brons     | 1e ronde: W van AUT Mattuch: walk-over kwartfinale: W van HUN Cqery: walk-over halve finale: V van GBR Chambers: 1-6, 1-6 |

#### Indoor
| Olympiër                          | Discipline            | Resultaat | Prestatie |
| --------------------------------- | --------------------- | --------- | --- |
| George Caridia                    | enkelspel indoor (m)  | Zilver    | 1e ronde: vrij kwartfinale: W van SWE Setterwall: 6-2, 6-1, 6-1 halve finale: W van GBR Eaves: 7-5, opgave finale: V van GBR Gore: 3-6, 5-7, 4-6                               |
| Wilberforce Eaves                 | enkelspel indoor (m)  | 4e        | 1e ronde: vrij kwartfinale: W van SWE Boström: 7-5, 6-2, 9-7 halve finale: V van GBR Caridia: 5-7, opgave                                                                      |
| Lionel Escombe                    | enkelspel indoor (m)  | 7e        | 1e ronde: V van SWE Boström: 2-6, 3-6, 1-6 |
| Arthur Gore                       | enkelspel indoor (m)  | Goud      | 1e ronde: vrij kwartfinale: W van ANZ Wilding: walk-over halve finale: W van GBR Ritchie: 4-6, 6-3, 5-7, 6-1, 6-4 finale: W van GBR Caridia: 6-3, 7-5, 6-4                     |
| Josiah Ritchie                    | enkelspel indoor (m)  | Brons     | 1e ronde: W van GBR Barrett: walk-over kwartfinale: W van ANZ Poidevin: walk-over halve finale: V van GBR Gore: 6-4, 3-6, 7-5, 1-6, 4-6                                        |
| Herbert Barrett                   | enkelspel indoor (m)  | 9e        | 1e ronde: V van GBR Ritchie: walk-over |
| Herbert Barrett Arthur Gore       | dubbelspel indoor (m) | Goud      | 1e ronde: vrij halve finale: W van GBR Escombe/Ritchie: 0-6, 6-4, 6-3, 6-3 finale: W van GBR Caridia/Simond: 6-2, 2-6, 6-3, 6-3                                                |
| George Caridia George Simond      | dubbelspel indoor (m) | Zilver    | 1e ronde: W van GBR Eaves/Hillyard: 2-6, 7-9, 6-4, 10-8, 6-4 halve finale: W van SWE Boström/Setterwall: 6-4, 9-7, 2-6, 6-2 finale: V van GBR Berrett/Gore: 2-6, 6-2, 3-6, 3-6 |
| Lionel Escombe Josiah Ritchie     | dubbelspel indoor (m) | 4e        | 1e ronde: vrij halve finale: V van GBR Berrett/Gore: 6-0, 4-6, 3-6, 3-6 |
| Wilberforce Eaves George Hillyard | dubbelspel indoor (m) | 5e        | 1e ronde: V van GBR Caridia/Simond: 6-2, 9-7, 4-6, 8-10, 4-6 |
|                                   |                       |           | |
| Penelope Boothby                  | enkelspel indoor (v)  | 5e        | 1e ronde: vrij kwartfinale: V van GBR Greene: 2-6, 2-6 |
| Mildred Coles                     | enkelspel indoor (v)  | 5e        | 1e ronde: vrij kwartfinale: V van SWE Wallenberg: 9-11, 6-4, 4-5, opgave |
| Gwendoline Eastlake Smith         | enkelspel indoor (v)  | Goud      | 1e ronde: vrij kwartfinale: W van GBR Pinckney: 7-5, 7-5 halve finale: W van SWE Wallenberg: 6-4, 6-4 finale: W van GBR Greene: 6-2, 4-6, 6-0                                  |
| Alice Greene                      | enkelspel indoor (v)  | Zilver    | 1e ronde: W van GBR Winch: walk-over kwartfinale: W van GBR Boothby: 6-2, 6-2 halve finale: V van SWE Adlerstråhle: 6-1, 6-3 finale: V van GBR Eastlake Smith: 2-6, 6-4, 0-6   |
| Violet Pinckney                   | enkelspel indoor (v)  | 5e        | 1e ronde: vrij kwartfinale: V van GBR Eastlake Smith: 5-7, 5-7 |
| Ruth Winch                        | enkelspel indoor (v)  | 5e        | 1e ronde: V van GBR Greene: walk-over |

### Touwtrekken
Het Verenigd Koninkrijk vaardigde drie politieteams af naar de touwtrekcompetitie. Ze wonnen alle medailles waarbij het team uit Liverpool de twee buitenlandse deelnemers versloeg; de Verenigde Staten in de kwartfinale en Zweden in de halve finale. Het team uit de stad Londen won van dat uit Liverpool in de finale.
| Olympiër | Discipline  | Resultaat | Prestatie |
| --- | ----------- | --------- | --------- |
| Edward Barrett Frederick Goodfellow Frederick Humphreys William Hirons Albert Ireton Frederick Merriman Edwin Mills John James Shepherd      | touwtrekken | Goud      |           |
| James M. Clarke Thomas Butler C. Foden William Greggan Alexander Kidd Daniel McDonald Lowey Patrick Philbin George Smith Thomas Swindlehurst | touwtrekken | Zilver    |           |
| Walter Chaffe Joseph Dowler Ernest W. Ebbage Thomas Homewood Alexander Munro William Slade Walter B. Tammas T. J. Williams James Woodget     | touwtrekken | Brons     |           |

### Turnen
| Olympiër | Discipline               | Resultaat | Prestatie    |
| --- | ------------------------ | --------- | ------------ |
| Edmund Aspinall | individuele meerkamp (m) | onbekend  |              |
| George Bailey | individuele meerkamp (m) | 12e       | 246 punten   |
| Oliver Bauscher | individuele meerkamp (m) | onbekend  |              |
| Joseph Cook | individuele meerkamp (m) | onbekend  |              |
| Franklin Dick | individuele meerkamp (m) | 16e       | 233,5 punten |
| Sidney Domville | individuele meerkamp (m) | onbekend  |              |
| E. Dyson | individuele meerkamp (m) | onbekend  |              |
| William Fergus | individuele meerkamp (m) | onbekend  |              |
| A. V. Ford | individuele meerkamp (m) | onbekend  |              |
| James Graham | individuele meerkamp (m) | onbekend  |              |
| Robert Hanley | individuele meerkamp (m) | onbekend  |              |
| Leonard Hanson | individuele meerkamp (m) | onbekend  |              |
| Arthur Hodges | individuele meerkamp (m) | 16e       | 252,5 punten |
| Samuel Hodgetts | individuele meerkamp (m) | 6e        | 266 punten   |
| G. Meade | individuele meerkamp (m) | onbekend  |              |
| Edward Potts | individuele meerkamp (m) | 9e        | 252,5 punten |
| C. H. Smith | individuele meerkamp (m) | onbekend  |              |
| S. Walter Tysall | individuele meerkamp (m) | Zilver    | 312 punten   |
| John Watters | individuele meerkamp (m) | onbekend  |              |
| William Watters | individuele meerkamp (m) | onbekend  |              |
| P. A. Baker W. F. Barrett R. Bonney J. H. Catley M. Clay E. Clough J. Cotterell W. Cowy G. C. Cullen F. Denby Herbert Drury W. Fitt H. Gill A. S. Harley Arthur Hawkins William Hoare J. A. Horridge H. J. Huskinson J. W. Jones E. Justice N. J. Keighley R. Laycock R. McGaw J. McPhail W. Manning W. G. Merrifield C. J. Oldaker G. Parrott E. Parsons E. F. Richardson J. Robertson George Ross D. Scott J. F. Simpson W. R. Skeeles J. Speight H. Stell C. V. Suderman William Tilt Charles Vigurs E. Walton H. Waterman E. A. Watkins John Whitaker F. Whitehead | meerkamp team (m)        | 8e        | 196 punten   |

### Voetbal
Namens het Verenigd Koninkrijk nam het Engelse nationale amateurelftal deel aan het voetbal. Van de acht team was het Britse team het beste. In de halve finale werd Nederland verslagen.
| Olympiër | Discipline | Resultaat | Prestatie                                                                                     |
| --- | ---------- | --------- | --------------------------------------------------------------------------------------------- |
| Horace Bailey Walter Corbett Thomas Porter George Barlow W. Crabtree Clyde Purnell Albert Bell Walter Daffern Albert Scothern Arthur Berry Harold Hardman Herbert Smith Ronald Brebner Robert Hawkes Harold Stapley Frederick Chapman Kenneth Hunt Vivian Woodward | mannen (m) | Goud      | 1e ronde: W van Zweden: 12-1 halve finale: W van Nederland: 4-0 finale: W van Denemarken: 2-0 |

### Waterpolo
| Olympiër | Discipline | Resultaat | Prestatie                 |
| --- | ---------- | --------- | ------------------------- |
| George Cornet Charles Sydney Smith Charles Forsyth Thomas Thould George Nevinson George Wilkinson Paul Radmilovic | mannen     | Goud      | finale: W van België: 9-2 |

### Wielersport
Het Verenigd Koninkrijk won 5 van de 7 gouden medailles in het wielrennen.
| Olympiër                                                     | Discipline               | Resultaat    | Prestatie                                                                                |
| ------------------------------------------------------------ | ------------------------ | ------------ | ---------------------------------------------------------------------------------------- |
| Gerald Anderson                                              | 660y (m)                 | series       | serie 14: 4e                                                                             |
| William Bailey                                               | 660y (m)                 | halve finale | serie 2: 1e in 50,8 halve finale 2: 3e                                                   |
| Arthur J. Denny                                              | 660y (m)                 | series       | serie 16: 2e                                                                             |
| Daniel Flynn                                                 | 660y (m)                 | 4e           | serie 13: 1e in 55,0 halve finale 3: 1e in 54,8 finale: 4e                               |
| Victor Johnson                                               | 660y (m)                 | Goud         | serie 4: 1e in 56,2 halve finale 1: 1e in 59,2 finale: 1e in 51,2                        |
| Benjamin Jones                                               | 660y (m)                 | halve finale | serie 1: 1e in 59,0 halve finale 4: 3e                                                   |
| Clarence Kingsbury                                           | 660y (m)                 | halve finale | serie 3: 1e in 57,4 halve finale 2: 2e                                                   |
| Joe Lavery                                                   | 660y (m)                 | series       | serie 7: 3e                                                                              |
| W. F. Magee                                                  | 660y (m)                 | series       | serie 11: 2e                                                                             |
| Ernest Payne                                                 | 660y (m)                 | halve finale | serie 12: 1e in 57,2 halve finale 3: 4e                                                  |
| George Summers                                               | 660y (m)                 | series       | serie 6: 2e                                                                              |
| William Bailey                                               | 5000m (m)                | DNF          | serie 1: niet gefinisht                                                                  |
| Albert Calvert                                               | 5000m (m)                | series       | serie 6: 5-6e                                                                            |
| C. V. Clark                                                  | 5000m (m)                | series       | serie 7: 2e                                                                              |
| Daniel Flynn                                                 | 5000m (m)                | series       | serie 1: 2e                                                                              |
| Benjamin Jones                                               | 5000m (m)                | Goud         | serie 5: 1e in 9.08,8 finale: 1e in 8.36,2                                               |
| Clarence Kingsbury                                           | 5000m (m)                | 5e           | serie 6: 1e in 8.53,0 finale: 5e                                                         |
| J. L. Lavery                                                 | 5000m (m)                | series       | serie 5: 4-9e                                                                            |
| W. F. Magee                                                  | 5000m (m)                | series       | serie 4: 2e                                                                              |
| Ernest Payne                                                 | 5000m (m)                | DNF          | serie 2: niet gefinisht                                                                  |
| Herbert Bouffler                                             | 20km (m)                 | series       | serie 3: 4e                                                                              |
| Charlie Brooks                                               | 20km (m)                 | series       | serie 2: 2e in 32.34,0                                                                   |
| Arthur J. Denny                                              | 20km (m)                 | 5-9e         | serie 6: 1e in 33.40,6 finale: 5-9e                                                      |
| Daniel Flynn                                                 | 20km (m)                 | DNF          | serie 1: niet gefinisht                                                                  |
| Frederick Hamlin                                             | 20km (m)                 | DNF          | serie 3: niet gefinisht                                                                  |
| Benjamin Jones                                               | 20km (m)                 | Zilver       | serie 4: 1e in 32.39,0 finale: 2e                                                        |
| Clarence Kingsbury                                           | 20km (m)                 | Goud         | serie 2: 1e in 32.33,8 finale: 1e in 34.13,6                                             |
| W. Lower                                                     | 20km (m)                 | DNF          | serie 4: niet gefinisht                                                                  |
| Leon Meredith                                                | 20km (m)                 | 5-9e         | serie 1: 1e in 33.21,0 finale: 5-9e                                                      |
| D. C. Robertson                                              | 20km (m)                 | series       | serie 5: 2e in 34.53,8                                                                   |
| Sydney Bailey                                                | 100km (m)                | 8e           | serie 1: 3e finale: 8e                                                                   |
| Charles Bartlett                                             | 100km (m)                | Goud         | serie 2: 2e finale: 1e in 2:41.48,6                                                      |
| J. H. Bishop                                                 | 100km (m)                | DNF          | serie 1: 5e finale: niet gefinisht                                                       |
| Charles Denny                                                | 100km (m)                | Zilver       | serie 2: 7-9e finale: 2e                                                                 |
| R. Jolly                                                     | 100km (m)                | DNF          | serie 2: niet gefinisht                                                                  |
| Leon Meredith                                                | 100km (m)                | DNF          | serie 2: 1e in 2:43.15,4 finale: niet gefinisht                                          |
| Harry Mussen                                                 | 100km (m)                | DNF          | serie 1: 7-14e finale: niet gefinisht                                                    |
| David Noon                                                   | 100km (m)                | DNF          | serie 2: niet gefinisht                                                                  |
| J. Norman                                                    | 100km (m)                | series       | serie 1: 7-14e                                                                           |
| William Pett                                                 | 100km (m)                | 4e           | serie 2: 6e finale: 4e                                                                   |
| D. C. Robertson                                              | 100km (m)                | 7e           | serie 1: 6e finale: 7e                                                                   |
| William Bailey                                               | sprint (m)               | series       | serie 7: 3e                                                                              |
| Herbert Crowther                                             | sprint (m)               | series       | serie 8: 3e                                                                              |
| Daniel Flynn                                                 | sprint (m)               | halve finale | serie 4: 1e in 1.30,2 halve finale 2: 2-4e                                               |
| Victor Johnson                                               | sprint (m)               | finale       | serie 1: 1e in 1.33,8 halve finale 1: 1e in 1.27,4                                       |
| Benjamin Jones                                               | sprint (m)               | finale       | serie 12: 1e in 1.35,0 halve finale 3: 1e in 1.40,8                                      |
| Clarence Kingsbury                                           | sprint (m)               | finale       | serie 15: 1e in 1.27,4 halve finale 4: 1e in 1.35,6                                      |
| J. L. Lavery                                                 | sprint (m)               | halve finale | serie 14: 1e in 1.41,0 halve finale 3: 3e                                                |
| W. F. Magee                                                  | sprint (m)               | series       | serie 6: onbekend                                                                        |
| John Matthews                                                | sprint (m)               | series       | serie 2: 3e                                                                              |
| Ernest Payne                                                 | sprint (m)               | halve finale | serie 5: 1e in 1.32,0 halve finale 2: 2-4e                                               |
| George Summers                                               | sprint (m)               | 7e           | serie 13: 2e                                                                             |
| Frederick Hamlin Thomas H. Johnson                           | tandem (m)               | Zilver       | serie 2: 1e in 3.14,8 halve finale 1: 1e in 2.42,2 finale: 2e                            |
| Charlie Brooks Walter Isaacs                                 | tandem (m)               | Brons        | serie 1: 1e in 3.09,4 halve finale 1: 2e finale: 3e                                      |
| John Matthews Leon Meredith                                  | tandem (m)               | halve finale | serie 7: 1e in 2.43,2 halve finale 2: 2e                                                 |
| John Barnard Arthur Rushen                                   | tandem (m)               | halve finale | serie 4: 2e finale: 4e                                                                   |
| R. Jolly J. Norman                                           | tandem (m)               | series       | serie 6: 2e                                                                              |
| C. McKaig E. C. Piercy                                       | tandem (m)               | series       | serie 3: 3e                                                                              |
| Benjamin Jones Clarence Kingsbury Leon Meredith Ernest Payne | ploegenachtervolging (m) | Goud         | serie 1: W van België halve finale: W van Canada: 2.19,6 finale: W van Duitsland: 2.18,6 |

### Worstelen
| Olympiër             | Discipline  | Resultaat   | Prestatie |
| Vrije stijl          | Vrije stijl | Vrije stijl | Vrije stijl |
| -------------------- | ----------- | ----------- | --- |
| James Cox            | -54kg (m)   | 9e          | 1e ronde: V van GBR Saunders                                                                                              |
| James Cox            | -54kg (m)   | 9e          | 1e ronde: V van GBR Tomkins                                                                                               |
| Frank Davis          | -54kg (m)   | 5e          | 1e ronde: W van GBR Knight kwartfinale: V van CAN Côté                                                                    |
| Frank Knight         | -54kg (m)   | 9e          | 1e ronde: V van GBR Davis                                                                                                 |
| William Press        | -54kg (m)   | Zilver      | 1e ronde: W van GBR Whiterall kwartfinale: W van GBR Sansom halve finale: W van GBR Tomkins finale: V van USA Mehnert     |
| Burt Sansom          | -54kg (m)   | 5e          | 1e ronde: W van GBR Schwan kwartfinale: V van GBR Press                                                                   |
| George Saunders      | -54kg (m)   | 5e          | 1e ronde: W van GBR Cox kwartfinale: V van GBR Tomkins                                                                    |
| George Schwan        | -54kg (m)   | 9e          | 1e ronde: V van GBR Sansom                                                                                                |
| Harry Sprenger       | -54kg (m)   | 5e          | 1e ronde: vrij kwartfinale: V van USA Mehnert                                                                             |
| Frederick Tomkins    | -54kg (m)   | 4e          | 1e ronde: W van GBR Cox kwartfinale: W van GBR Saunders halve finale: V van GBR Press bronzen finale: V van CAN Côté      |
| Harold Whiterall     | -54kg (m)   | 9e          | 1e ronde: V van GBR Press                                                                                                 |
| William Adams        | -60,3kg (m) | 9e          | 1e ronde: V van GBR Webster                                                                                               |
| Percy Cockings       | -60,3kg (m) | 9e          | 1e ronde: V van USA Dole                                                                                                  |
| Richard Couch        | -60,3kg (m) | 9e          | 1e ronde: V van GBR Goddard                                                                                               |
| Arthur Goddard       | -60,3kg (m) | 5e          | 1e ronde: W van GBR Couch kwartfinale: V van GBR Tagg                                                                     |
| Jones                | -60,3kg (m) | 9e          | 1e ronde: V van GBR White                                                                                                 |
| William McKie        | -60,3kg (m) | Brons       | 1e ronde: vrij kwartfinale: W van GBR White halve finale: V van USA Dole                                                  |
| Sidney Peake         | -60,3kg (m) | 5e          | 1e ronde: vrij kwartfinale: V van GBR Slim                                                                                |
| James Slim           | -60,3kg (m) | Zilver      | 1e ronde: vrij kwartfinale: W van GBR Peake halve finale: W van GBR Tagg finale: V van USA Dole                           |
| William Tagg         | -60,3kg (m) | 4e          | 1e ronde: vrij kwartfinale: W van GBR Goddard halve finale: V van GBR Tagg finale: V van USA Slim                         |
| James Webster        | -60,3kg (m) | 5e          | 1e ronde: W van GBR Adams kwartfinale: V van USA Dole                                                                     |
| White                | -60,3kg (m) | 5e          | 1e ronde: W van GBR Jones kwartfinale: V van GBR McKie                                                                    |
| Herbert Baillie      | -66,6kg (m) | 5e          | 1e ronde: vrij kwartfinale: V van GBR Gingell                                                                             |
| George de Relwyskow  | -66,6kg (m) | Goud        | 1e ronde: W van GBR Henson kwartfinale: W van GBR Shepherd halve finale: W van GBR Gingell finale: W van GBR Wood         |
| George Faulkner      | -66,6kg (m) | 9e          | 1e ronde: V van GBR Wood                                                                                                  |
| Albert Gingell       | -66,6kg (m) | Brons       | 1e ronde: vrij kwartfinale: W van GBR Baillie halve finale: V van GBR de Relywyskow bronzen finale: W van GBR McKenzie    |
| William Henson       | -66,6kg (m) | 9e          | 1e ronde: V van GBR de Relywyskow                                                                                         |
| Joseph Hoy           | -66,6kg (m) | 9e          | 1e ronde: V van USA Krug                                                                                                  |
| George McKenzie      | -66,6kg (m) | 4e          | 1e ronde: vrij kwartfinale: W van GBR J McKenzie halve finale: V van GBR Wood bronzen finale: V van GBR Gingell           |
| James McKenzie       | -66,6kg (m) | 5e          | 1e ronde: vrij kwartfinale: V van GBR G McKenzie                                                                          |
| William Shepherd     | -66,6kg (m) | 5e          | 1e ronde: vrij kwartfinale: V van GBR de Relywyskow                                                                       |
| William Wood         | -66,6kg (m) | Zilver      | 1e ronde: W van GBR Faulkner kwartfinale: W van USA Krug halve finale: W van GBR McKenzie finale: V van GBR de Relywyskow |
| Edgar Bacon          | -73kg (m)   | 5e          | 1e ronde: W van GBR Bradshaw kwartfinale: V van GBR de Relywyskow                                                         |
| Stanley Bacon        | -73kg (m)   | Goud        | 1e ronde: W van GBR Chenery kwartfinale: W van GBR Coleman halve finale: W van GBR Beck finale: W van GBR de Relywyskow   |
| Frederick Beck       | -73kg (m)   | Brons       | 1e ronde: vrij kwartfinale: W van USA Narganes halve finale: V van GBR Bacon                                              |
| George Bradshaw      | -73kg (m)   | 9e          | 1e ronde: V van GBR E Bacon                                                                                               |
| Aubrey Coleman       | -73kg (m)   | 5e          | 1e ronde: W van GBR Wallis kwartfinale: V van GBR S Bacon                                                                 |
| Horace Chenery       | -73kg (m)   | 9e          | 1e ronde:'V' van GBR S Bacon                                                                                              |
| George de Relwyskow  | -73kg (m)   | Zilver      | 1e ronde: W van SWE Challstorp kwartfinale: W van GBR Bacon halve finale: W van SWE Andesson finale: V van GBR Bacon      |
| Arthur Wallis        | -73kg (m)   | 9e          | 1e ronde: V van GBR Coleman                                                                                               |
| Arthur Banbrook      | +73kg (m)   | 5e          | 1e ronde: V van GBR Bruce                                                                                                 |
| Edward Barrett       | +73kg (m)   | Brons       | 1e ronde: vrij kwartfinale: W van GBR Brown halve finale: V van GBR Con O'Kelly finale: W van GBR Nixson                  |
| Charles Brown        | +73kg (m)   | 5e          | 1e ronde: vrij kwartfinale: V van GBR Barrett                                                                             |
| Lawrence Bruce       | +73kg (m)   | 5e          | 1e ronde: W van GBR Banbrook kwartfinale: V van GBR Nixson                                                                |
| George Con O'Kelly   | +73kg (m)   | Goud        | 1e ronde: W van USA Talbott kwartfinale: W van GBR Foskett halve finale: W van GBR Barrett finale: W van NOR Gundersen    |
| Harold Foskett       | +73kg (m)   | 5e          | 1e ronde: vrij kwartfinale: V van GBR Con O'Kelly                                                                         |
| Frederick Humphreys  | +73kg (m)   | 5e          | 1e ronde: vrij kwartfinale: V van NOR Gundersen                                                                           |
| Edward Nixson        | +73kg (m)   | 4e          | 1e ronde: vrij kwartfinale: W van GBR Bruce halve finale: V van NOR Gundersen bronzen finale: V van GBR Barrett           |
| Walter West          | +73kg (m)   | 9e          | 1e ronde: V van NOR Gundersen                                                                                             |
| Grieks-Romeins       |             |             | |
| Edward Blount        | -66,6kg (m) | 9e          | 1e ronde: vrij 2e ronde: V van SWE Persson                                                                                |
| George Faulkner      | -66,6kg (m) | 9e          | 1e ronde: vrij 2e ronde: V van DEN Moller                                                                                 |
| Arthur Hawkins       | -66,6kg (m) | 9e          | 1e ronde: W van DEN Carlsen 2e ronde: V van HUN Radvány                                                                   |
| William Wood         | -66,6kg (m) | 9e          | 1e ronde: W van BOH Halik 2e ronde: V van HUN Maróthy                                                                     |
| George Mackenzie     | -66,6kg (m) | 17e         | 1e ronde: V van SWE Malmström                                                                                             |
| Arthur Rose          | -66,6kg (m) | 17e         | 1e ronde: V van HUN Maróthy                                                                                               |
| William Ruff         | -66,6kg (m) | 17e         | 1e ronde: V van HUN Radvány                                                                                               |
| Andrew Whittingstall | -66,6kg (m) | 17e         | 1e ronde: V van DEN Moller                                                                                                |
| Edgar Bacon          | -73kg (m)   | 9e          | 1e ronde: vrij 2e ronde: V van DEN Eriksen                                                                                |
| Stanley Bacon        | -73kg (m)   | 17e         | 1e ronde: V van SWE Andersson                                                                                             |
| George Bradshaw      | -73kg (m)   | 9e          | 1e ronde: vrij 2e ronde: V van SWE Mårtensson                                                                             |
| Frederick Beck       | -73kg (m)   | 9e          | 1e ronde: W van SWE Challstorp 2e ronde: V van SWE Andersson                                                              |
| Arthur Banbrook      | -93kg (m)   | 5e          | 1e ronde: vrij 2e ronde: W van BEL Meesen kwartfinale: V van DEN Jensen                                                   |
| Charles Brown        | -93kg (m)   | 9e          | 1e ronde: vrij 2e ronde: V van BEL Dubois                                                                                 |
| Harold Foskett       | -93kg (m)   | 17e         | 1e ronde: V van BEL Dubois                                                                                                |
| Edward Nixson        | -93kg (m)   | 9e          | 1e ronde: vrij 2e ronde: V van FIN Saarela                                                                                |
| Walter West          | -93kg (m)   | 9e          | 1e ronde: W van BOH Šustera 2e ronde: V van FIN Weckman                                                                   |
| Edward Barrett       | +93kg (m)   | 5e          | 1e ronde: V van HUN Payr                                                                                                  |
| Frederick Humphreys  | +93kg (m)   | 5e          | 1e ronde: V van RUS Petrov                                                                                                |

### Zeilen
Het Verenigd Koninkrijk won alle vier de zeilmedailles. In de 7 meter klasse deed alleen de Britse boot mee en in de 12 meter klasse waren beide deelnemende boten Brits.
| Olympiër | Discipline | Resultaat | Prestatie |
| --- | ---------- | --------- | --------- |
| Charles Crichton Gilbert Laws Thomas McMeekin | 6m klasse  | Goud      | 1e-1e-1e  |
| Johan Leuchars William Leuchars Frank Smith | 6m klasse  | 4e        | 2e-3e-4e  |
| Norman Bingley Richard Dixon Charles Rivett-Carnac Frances Rivett-Carnac                                                                            | 7m klasse  | Goud      | 1e-1e     |
| Charles Campbell Blair Cochrane John Rhodes Henry Sutton Arthur Wood                                                                                | 8m klasse  | Goud      | 1e-1e-4e  |
| Alfred Hughes Frederick Hughes Philip Hunloke George Ratsey William Dudley Ward                                                                     | 8m klasse  | Brons     | 2e-3e-2e  |
| T. C. Glen Coats J. H. Downes J. S. Aspin John Buchanan J. C. Bunten A. D. Downes David Dunlop John Mackenzie Albert Martin Gerald Tait             | 12m klasse | Goud      | 1e-1e     |
| C. MacIver J. G. Kenion J. M. Adam James Baxter W. P. Davidson J. F. Jellico T. A. R. Littledale C. R. MacIver C. Macleod Robertson J. F. D. Spence | 12m klasse | Zilver    | 2e-2e     |

### Zwemmen
| Olympiër                                                    | Discipline            | Resultaat    | Prestatie                                                                                 |
| ----------------------------------------------------------- | --------------------- | ------------ | ----------------------------------------------------------------------------------------- |
| John Derbyshire                                             | 100m vrije slag (m)   | series       | serie 4: 2e in 1.12,6                                                                     |
| George Dockrell                                             | 100m vrije slag (m)   | 5e           | serie 8: 1e in 1.13,2 halve finale 2: 3e in 1.11,4                                        |
| Wilfred Edwards                                             | 100m vrije slag (m)   | halve finale | serie 7: 1e in 1.05,8 (WR) halve finale 1: 5-6e                                           |
| George Innocent                                             | 100m vrije slag (m)   | series       | serie 5: 3e                                                                               |
| Paul Radmilovic                                             | 100m vrije slag (m)   | halve finale | serie 6: 2e in 1.12,0 halve finale 1: 5-6e                                                |
| Addin Tyldesley                                             | 100m vrije slag (m)   | halve finale | serie 2: 2e in 1.12,0 halve finale 2: 5e                                                  |
| Sydney Battersby                                            | 400m vrije slag (m)   | halve finale | serie 1: 1e in 5.48,8 halve finale 1: 3e                                                  |
| Sam Blatherwick                                             | 400m vrije slag (m)   | series       | serie 4: 2e in 6.16,8                                                                     |
| William Foster                                              | 400m vrije slag (m)   | 4e           | serie 2: 1e in 5.54,8 halve finale 2: 2e in 5.52,5 finale: 4e                             |
| William Haynes                                              | 400m vrije slag (m)   | series       | serie 7: 2e in 6.21,2                                                                     |
| Paul Radmilovic                                             | 400m vrije slag (m)   | halve finale | serie 5: 1e in 6.10,0 halve finale 2: 3e                                                  |
| Arthur Sharp                                                | 400m vrije slag (m)   | series       | serie 9: 2e in 7.00,4                                                                     |
| Henry Taylor                                                | 400m vrije slag (m)   | Goud         | serie 6: 1e in 5.42,2 halve finale 1: 2e in 5.41,0 finale: 1e in 5.36,8                   |
| Sydney Battersby                                            | 1500m vrije slag (m)  | Zilver       | serie 4: 1e in 23.42,8 (OR) halve finale 2: 1e in 23.23,0 finale: 2e in 22.51,2           |
| Sam Blatherwick                                             | 1500m vrije slag (m)  | series       | serie 2: 2e in 25.15,4                                                                    |
| William Foster                                              | 1500m vrije slag (m)  | halve finale | serie 7: 1e in 24.33,0 halve finale 1: 3e                                                 |
| Richard Hassell                                             | 1500m vrije slag (m)  | series       | serie 5: 3e in 28.14,8                                                                    |
| John Jarvis                                                 | 1500m vrije slag (m)  | DNF          | serie 5: 1e in 25.51,6 halve finale 2: niet gefinisht                                     |
| Lewis Moist                                                 | 1500m vrije slag (m)  | halve finale | serie 3: 1e in 6.52,0 halve finale 1: 4e                                                  |
| Paul Radmilovic                                             | 1500m vrije slag (m)  | DNF          | serie 1: 1e in 25.02,4 (OR) halve finale 2: niet gefinisht                                |
| Henry Taylor                                                | 1500m vrije slag (m)  | Goud         | serie 6: 1e in 23.24,4 (OR) halve finale 1: 1e in 22.54,0 (OR) finale: 1e in 22.48,4 (WR) |
| Herbert Haresnape                                           | 100m rugslag (m)      | Brons        | serie 4: 1e in 1.26,2 halve finale 2: 2e in 1.28,8 finale: 3e in 1.27,0                   |
| Colin Lewis                                                 | 100m rugslag (m)      | halve finale | serie 3: 1e in 1.30,2 halve finale 2: 4e                                                  |
| Stanley Parvin                                              | 100m rugslag (m)      | halve finale | serie 5: 1e in 1.35,2 halve finale 1: 4e                                                  |
| Eric Seaward                                                | 100m rugslag (m)      | series       | serie 7: 3e                                                                               |
| John Taylor                                                 | 100m rugslag (m)      | halve finale | serie 6: 1e in 1.25,8 halve finale 2: 3e                                                  |
| Frederick Unwin                                             | 100m rugslag (m)      | series       | serie 1: 2e in 1.30,0                                                                     |
| Sidney Willis                                               | 100m rugslag (m)      | series       | serie 2: 2e in 1.34,4                                                                     |
| Percy Courtman                                              | 200m schoolslag (m)   | series       | serie 7: 2e in 3.18,4                                                                     |
| Arthur Davies                                               | 200m schoolslag (m)   | series       | serie 3: 3e                                                                               |
| Sydney Gooday                                               | 200m schoolslag (m)   | series       | serie 4: 3e                                                                               |
| Fred Holman                                                 | 200m schoolslag (m)   | Goud         | serie 1: 1e in 3.10,6 halve finale 1: 1e in 3.10,0 finale: 1e in 3.09,2                   |
| Frank Naylor                                                | 200m schoolslag (m)   | series       | serie 2: 4-5e                                                                             |
| William Robinson                                            | 200m schoolslag (m)   | Zilver       | serie 5: 1e in 3.13,0 halve finale 2: 1e in 3.11,8 finale: 2e in 3.12,8                   |
| John Derbyshire William Foster Paul Radmilovic Henry Taylor | 4x200m vrije slag (m) | Goud         | serie 2: 1e in 10.53,4 (WR) finale: 1e in 10.55,6                                         |

Argentinië · Australazië · België · Bohemen · Canada · Denemarken · Duitsland · Finland · Frankrijk · Griekenland · Groot-Brittannië · Hongarije · Italië · Nederland · Noorwegen · Oostenrijk · Rusland · Turkije · Verenigde Staten · Zuid-Afrika · Zweden · Zwitserland